# Le Bourg-d'Oisans
Le Bourg-d'Oisans (prononcé [lə buʁ d‿wa.zɑ̃]), aussi appelé par abus de langage Bourg-d'Oisans sans l'article défini « le », est une commune française située dans le département de l'Isère en région Auvergne-Rhône-Alpes. Cette commune appartient à l'Oisans, dans les Alpes françaises.
Le Bourg-d'Oisans fait partie du Parc national des Écrins.
Ses habitants sont appelés les Bourcats,.

## Géographie

### Localisation

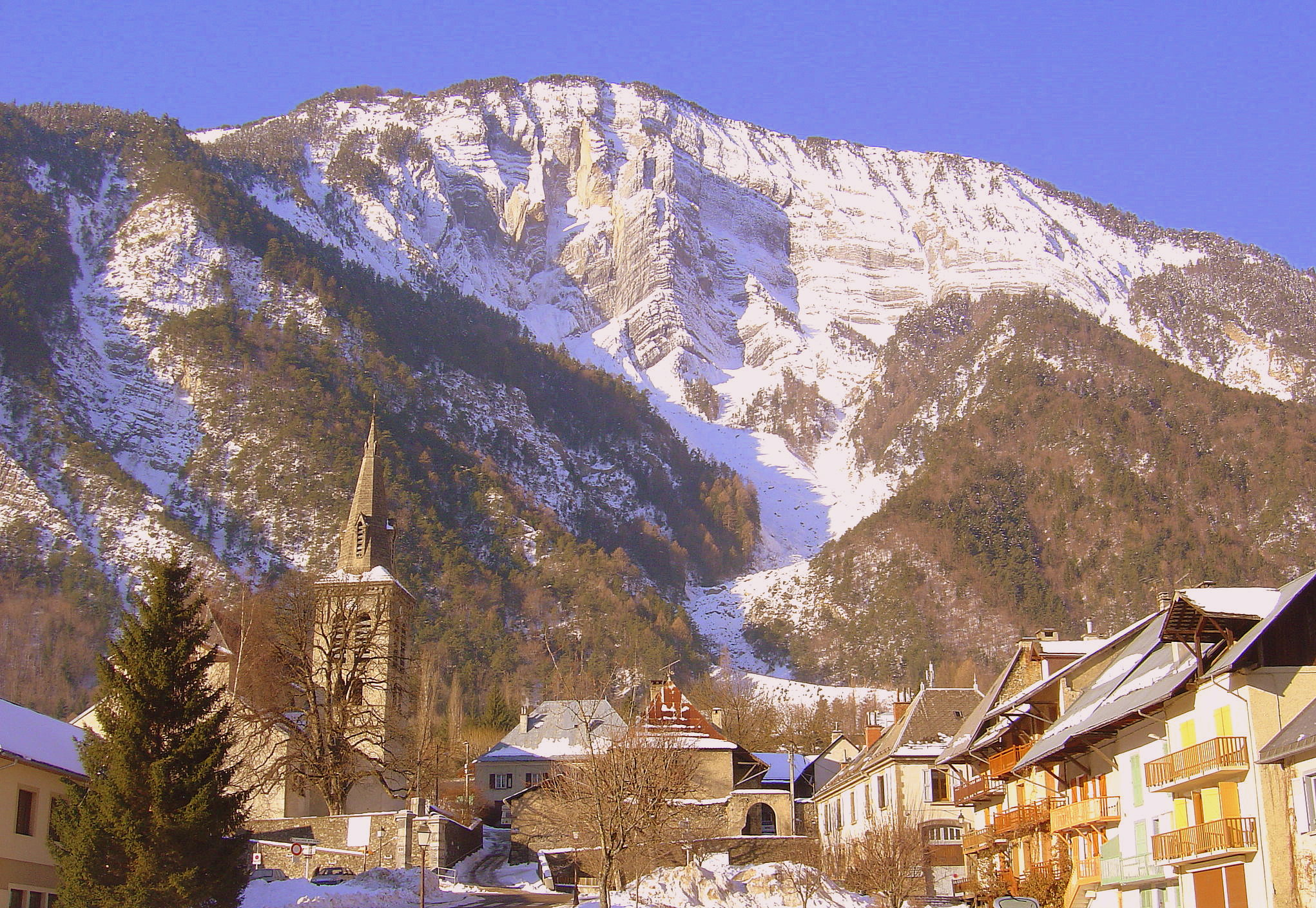
Le Bourg-d'Oisans.

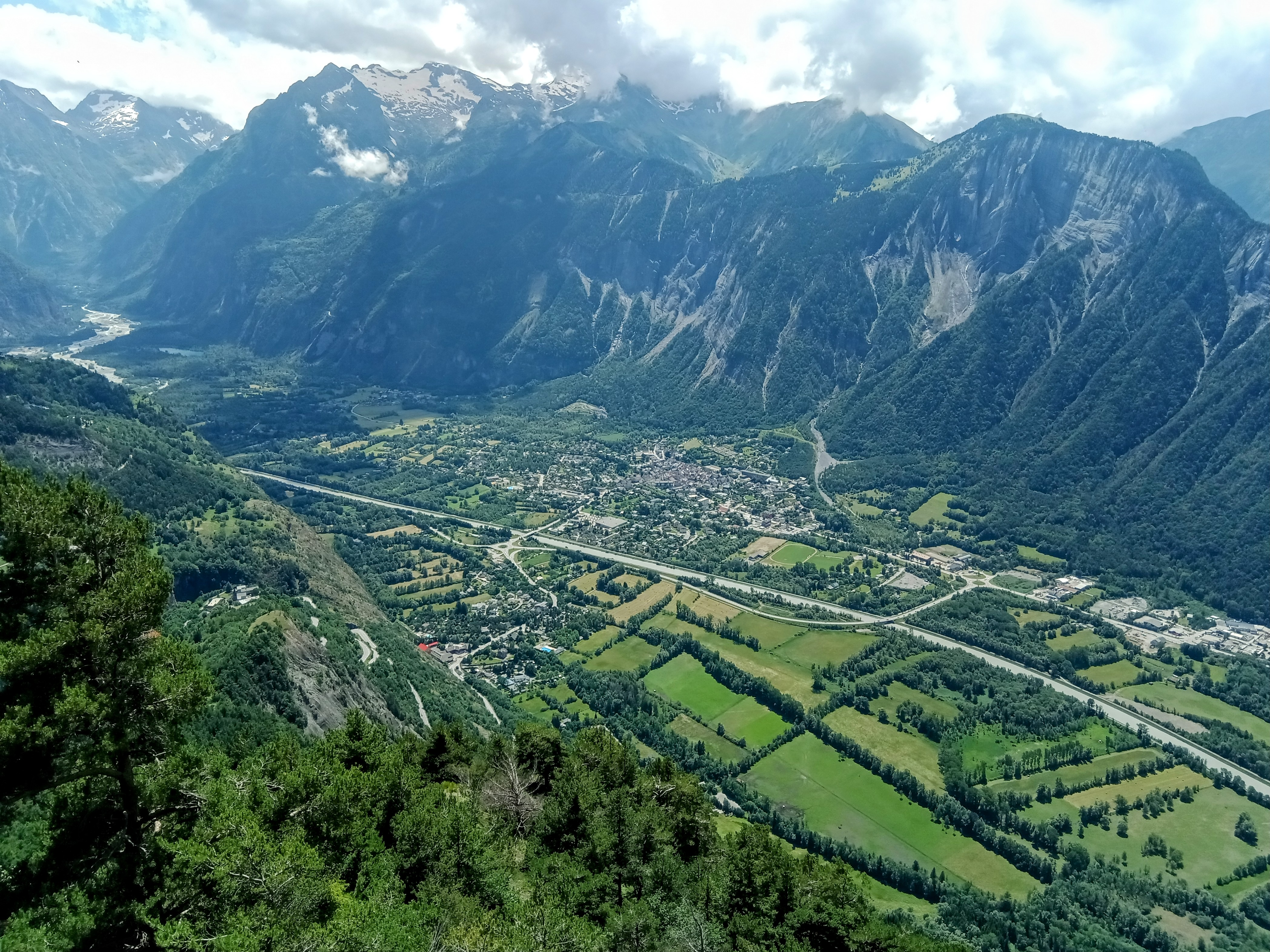
Le Bourg-d'Oisans depuis le Pas de la Confession au nord-est.

Le Bourg-d'Oisans occupe une position centrale dans une plaine d'altitude issue d'un ancien lac, où se rejoignent les six vallées de l'Oisans (vallées de la Romanche — à laquelle aboutit celle du Ferrand un peu en amont de la plaine d'Oisans —, du Vénéon, de la Lignarre, de la Sarenne et de l'Eau d'Olle). Le village est traversé par la Romanche quelques kilomètres en aval des gorges de l'Infernet. La plaine du Bourg-d'Oisans est bordée par le massif des Grandes Rousses au nord et au sud par le massif du Pelvoux. La plaine s'étend sur plusieurs kilomètres à une altitude d'environ 730 mètres. Les structures géologiques de la vallée du Bourg-d'Oisans sont très visibles (plis, chevauchements, failles normales) ; la minéralogie est riche et variée.
L’accès à la plaine du Bourg-d'Oisans s'effectue notamment par la route départementale 1091, qui relie Grenoble dans le département de l'Isère à Briançon dans le département des Hautes-Alpes et, un peu plus loin, à l'Italie par le col du Montgenèvre.
Le département isérois est découpé en 13 territoires, dont celui de l'Oisans, qui correspond aussi au canton de l'Oisans et à la communauté de communes de l'Oisans. En outre, le bassin de vie de l'Oisans, dont le Bourg-d'Oisans est le centre en matières de services publics notamment, s'étend jusqu'au canton de La Grave, situé non pas en Isère mais dans les Hautes-Alpes.

### Communes limitrophes

Carte topographique de l'Oisans et situation du Bourg-d'Oisans dans celui-ci.

| Livet-et-Gavet                                        | Allemond       | Oz                           |
| Oulles / Ornon / Villard-Reymond / Villard-Notre-Dame | Bourg-d'Oisans | La Garde / Auris             |
| Chantepérier                                          | Valjouffrey    | Les Deux Alpes (dont Venosc) |

### Géologie  et relief
En 2014, plusieurs sites géologiques remarquables sont classés à l'« Inventaire du patrimoine géologique » :
- la résurgence de la nappe captive dite « Sources de la Rive » est un site hydrogéologique remarquable aux lieux-dits de Les Grandes Sources et Les petites Sources. Elle est classée « trois étoiles » à l'« Inventaire du patrimoine géologique » ;
- la « paroi plissée de la "Paute" », au lieu-dit de La Paute et le Puy, est un site d'intérêt tectonique de 17,42 hectares, classé « trois étoiles » à l'« Inventaire du patrimoine géologique ».

### Hydrographie
Le cours d'eau principal traversant la commune est la Romanche ; plusieurs cours d'eau secondaire s'y jettent, tels que le Vénéon, la Rive, le Torrent de la Lignarre, la Sarenne et l'Eau d'Olle.
Il existe dans la plaine du Bourg-d'Oisans un réseau pluriséculaire de canaux d'irrigation et béalières.

La commune comporte plusieurs lacs, dont le lac du Lauvitel.

Quelques cours d'eau et lacs
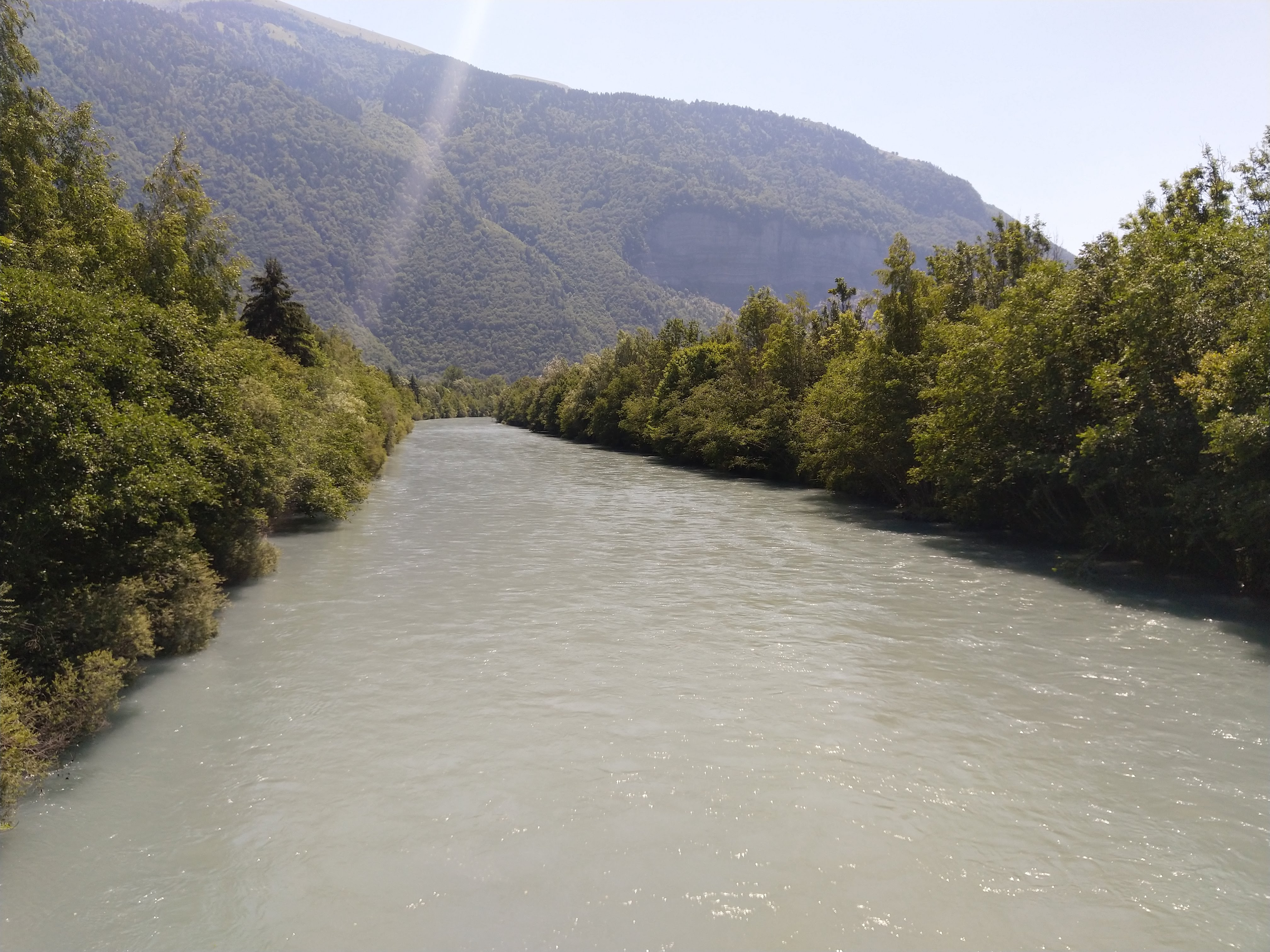
La Romanche près du hameau de Rochetaillée (2018).
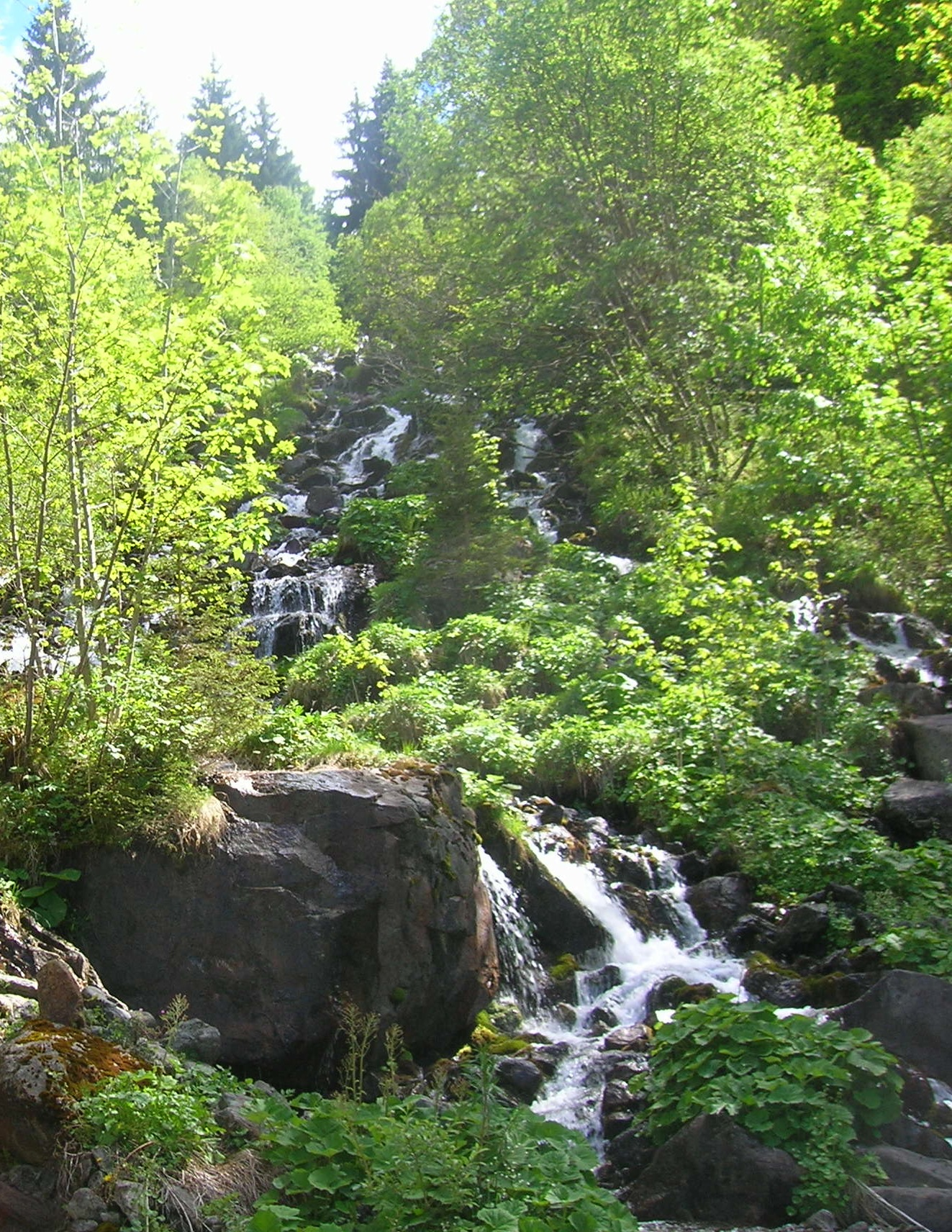
Ruisseau de la Rousse, près du Lauvitel. (2014)
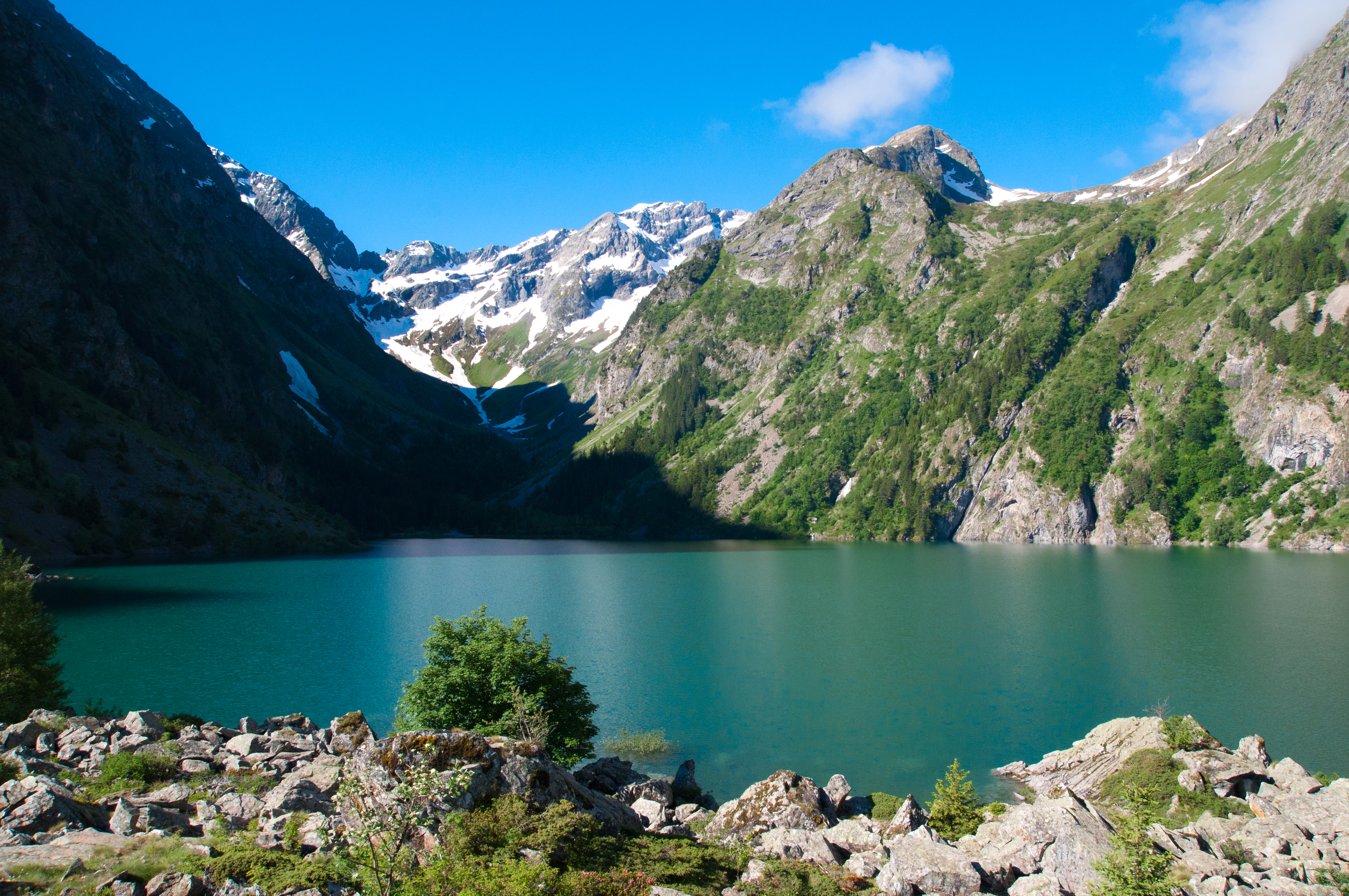
Lac du Lauvitel (2013).

### Climat
Pour des articles plus généraux, voir Climat d'Auvergne-Rhône-Alpes et Climat de l'Isère.
Le Bourg-d'Oisans a un site abrité de certains phénomènes météorologiques. La plaine est un lieu qui a, au XXe siècle, un climat propice à l'agriculture.
Dans les années 1960, la commune reçoit en moyenne un mètre d'eau annuel, avec des précipitations réparties de manière assez uniforme sur les quatre saisons de l'année, l'été et l'hiver étant cependant un peu plus arrosés que le printemps et l'automne. Ce niveau de précipitations est relativement bas par rapport à celui d'autres communes des montagnes iséroises, mais il profite à l'agriculture.
Dans les années 1960 également, la plaine du Bourg-d'Oisans connaît des températures moyennes annuelles situées entre 8,5 et 9 degrés Celsius. Elle reçoit beaucoup de soleil en été, saison qui y dure de juillet à septembre compris, et bénéficie d'un automne doux. En hiver, par contre, les températures sont basses (moins de zéro degrés Celsius de moyenne pour le mois de janvier) et la plaine enclavée connaît des phénomènes d'inversion de températures. Ces derniers entraînent des brouillards en automne et en hiver, ainsi que la formation de gel. Le Bourg-d'Oisans a des hivers enneigés, bien qu'il ait connu au XXe siècle des hivers non enneigés, dont en 1917, 1919 et 1920, en ce qui concerne la première moitié de ce siècle.
En 2010, le climat de la commune est de type climat de montagne, selon une étude du Centre national de la recherche scientifique s'appuyant sur une série de données couvrant la période 1971-2000. En 2020, Météo-France publie une typologie des climats de la France métropolitaine dans laquelle la commune est exposée à un climat de montagne ou de marges de montagne et est dans une zone de transition entre les régions climatiques « Alpes du nord » et « Alpes du sud ».
Pour la période 1971-2000, la température annuelle moyenne est de 9,6 °C, avec une amplitude thermique annuelle de 18,1 °C. Le cumul annuel moyen de précipitations est de 1 205 mm, avec 9,2 jours de précipitations en janvier et 7 jours en juillet. Pour la période 1991-2020, la température moyenne annuelle observée sur la station météorologique de Météo-France la plus proche, « Alpe-d'Huez », sur la commune de Huez à 4 km à vol d'oiseau, est de 5,1 °C et le cumul annuel moyen de précipitations est de 994,8 mm,. Pour l'avenir, les paramètres climatiques de la commune estimés pour 2050 selon différents scénarios d'émission de gaz à effet de serre sont consultables sur un site dédié publié par Météo-France en novembre 2022.
| Mois                                  | jan.           | fév.           | mars           | avril          | mai           | juin          | jui.          | août          | sep.          | oct.          | nov.           | déc.           | année      |
| ------------------------------------- | -------------- | -------------- | -------------- | -------------- | ------------- | ------------- | ------------- | ------------- | ------------- | ------------- | -------------- | -------------- | ---------- |
| Température minimale moyenne (°C)     | −5,5           | −6,3           | −3,9           | −1             | 3             | 6,7           | 8,7           | 9,1           | 5,6           | 2,9           | −1,7           | −4,5           | 1,1        |
| Température moyenne (°C)              | −1,8           | −2,1           | 0,1            | 2,8            | 7             | 10,9          | 13,2          | 13,4          | 9,7           | 6,7           | 1,9            | −0,9           | 5,1        |
| Température maximale moyenne (°C)     | 2              | 2              | 4,2            | 6,5            | 11            | 15,1          | 17,7          | 17,7          | 13,7          | 10,5          | 5,5            | 2,8            | 9,1        |
| Record de froid (°C) date du record   | −21,8 27.01.05 | −25,2 05.02.12 | −19,6 07.03.05 | −13,1 07.04.08 | −10 06.05.19  | −5,9 02.06.06 | −0,4 15.07.16 | −0,4 31.08.10 | −7 27.09.20   | −12 29.10.12  | −17,6 27.11.10 | −19,2 20.12.09 | −25,2 2012 |
| Record de chaleur (°C) date du record | 15,5 13.01.07  | 14,4 03.02.07  | 14 18.03.1993  | 18,9 08.04.11  | 24,1 22.05.22 | 28,6 27.06.19 | 29,5 18.07.23 | 29,3 24.08.23 | 25,6 05.09.06 | 21,4 02.10.23 | 19,7 12.11.15  | 14 12.12.1994  | 29,5 2023  |
| Précipitations (mm)                   | 84,2           | 62,9           | 74             | 60,5           | 84,2          | 82,3          | 73,7          | 83,6          | 84,3          | 96,9          | 107,9          | 100,3          | 994,8      |

### Paysages
Le Bourg-d'Oisans est marqué par un territoire montagneux qui prend place sur 4/5 de celle-ci ; son plus haut point est le Pic du Clapier du Peyron, qui culmine à 3 048 m. La vallée qu'occupe la commune est une ancienne vallée glaciaire ; à notre époque, elle comporte un fond plat encadré de falaises, dont certaines présentent à la vue des roches plissées, et de massifs montagneux. Au nord, se trouve le massif des Grandes Rousses, au sud, celui du Pelvoux (aussi nommé massif des Écrins) ; plusieurs vallées aboutissent dans celle-ci. La vallée du Bourg-d'Oisans est plus large que les vallées qui lui donnent accès, avec une largeur moyenne d'un peu moins de 2 km et son profil en U plutôt qu'en V ; elle est encadrée à l'est par le massif des Grandes Rousses et à l'ouest par celui du Taillefer. La plaine s'étend en longueur sur une dizaine de kilomètres. En fond de vallée, une grande part des champs sont cernés de haies bocagères et de fossés servant au drainage de la plaine, sur une trame de maille rectangulaire, dans laquelle s'insère la ligne droite de la route départementale 1091. Un cône de déjection au pied de la falaise du Pré-Gentil (altitude du sommet : 1938 m) accueille le bourg principal de la commune.
Le paysage bourcat est marqué par son cadre montagnard mais aussi par la diversité qui le compose,. Lorsqu'on circule le long de la vallée, on note plusieurs séquences paysagères, dont la plaine bocagère des Sables, la plaine habitée du bourg, la vallée du Vénéon et les massifs montagneux. Toutefois, le paysage agricole est quelque peu grignoté par l'urbanisation qui s'étend quelque peu hors des hameaux. Enfin, la présence de l'eau marque fortement le paysage bourcat, tant par les rivières, les canaux et fossés de drainage que par la végétation.

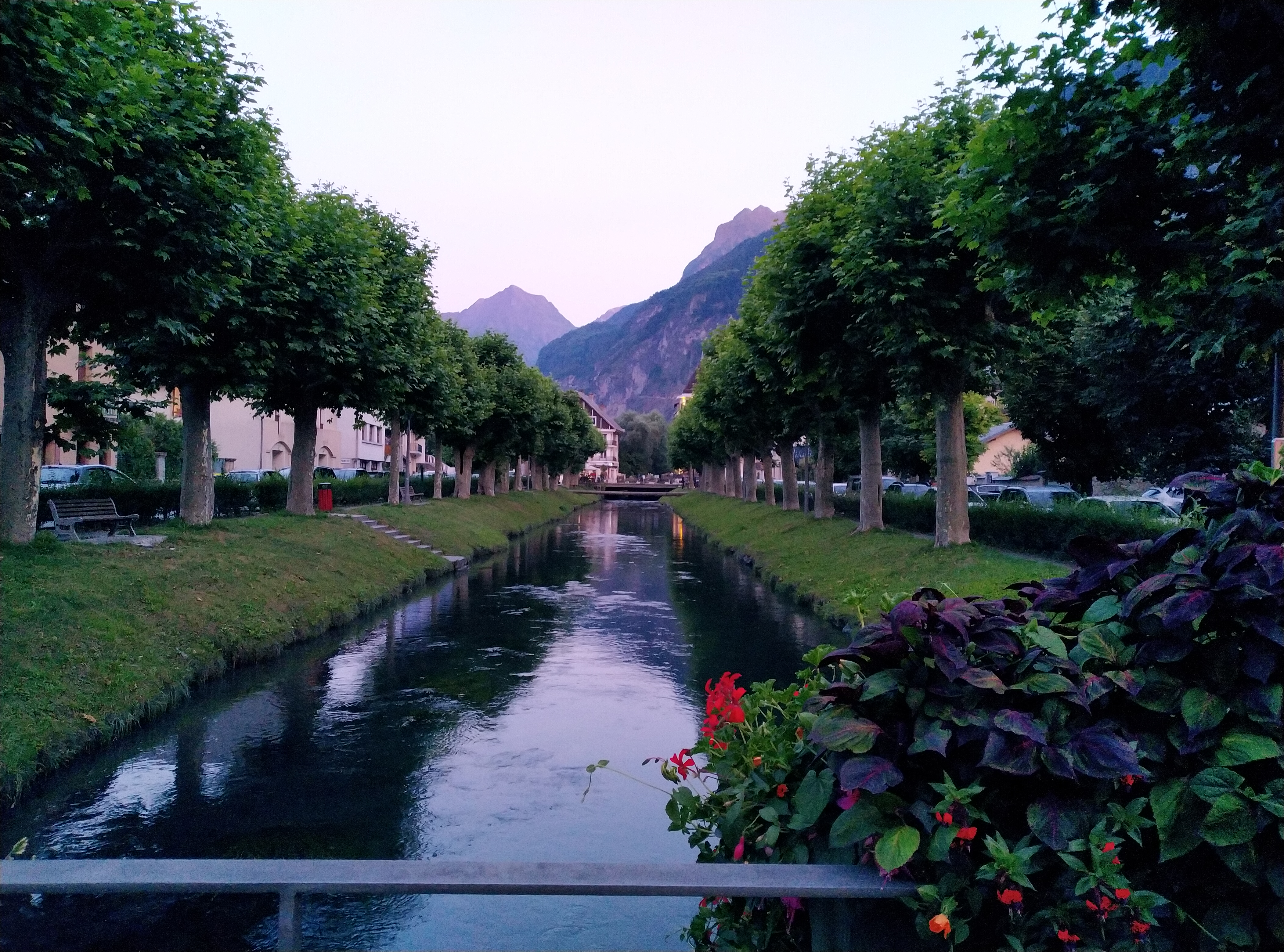
Canal de Bourg d'Oisans

### Milieux naturels et biodiversité
Le Bourg-d'Oisans fait partie du Parc national des Écrins. La commune, dont le territoire est en grande partie montagneux, comporte plusieurs espaces naturels remarquables, dont le site inscrit à l'inventaire supplémentaire des sites inscrits du Lauvitel (depuis 1941) et la réserve intégrale attenante. La plaine de l'Oisans, située à une altitude de 720 m, est la plus haute plaine agricole d'Europe. Cette plaine comporte un bocage.

## Urbanisme

### Typologie
Au 1er janvier 2024, Le Bourg-d'Oisans est catégorisée bourg rural, selon la nouvelle grille communale de densité à sept niveaux définie par l'Insee en 2022.
Elle appartient à l'unité urbaine de Le Bourg-d'Oisans, une unité urbaine monocommunale constituant une ville isolée,. La commune est en outre hors attraction des villes,.

### Occupation des sols
L'occupation des sols de la commune, telle qu'elle ressort de la base de données européenne d’occupation biophysique des sols Corine Land Cover (CLC), est marquée par l'importance des forêts et milieux semi-naturels (74,9 % en 2018), en diminution par rapport à 1990 (77,2 %). La répartition détaillée en 2018 est la suivante :  forêts (34 %), espaces ouverts, sans ou avec peu de végétation (25,4 %), milieux à végétation arbustive et/ou herbacée (15,5 %), prairies (12,8 %), zones agricoles hétérogènes (6,2 %), zones urbanisées (3,3 %), eaux continentales (2,3 %), espaces verts artificialisés, non agricoles (0,5 %). L'évolution de l’occupation des sols de la commune et de ses infrastructures peut être observée sur les différentes représentations cartographiques du territoire : la carte de Cassini (XVIIIe siècle), la carte d'état-major (1820-1866) et les cartes ou photos aériennes de l'IGN pour la période actuelle (1950 à aujourd'hui).

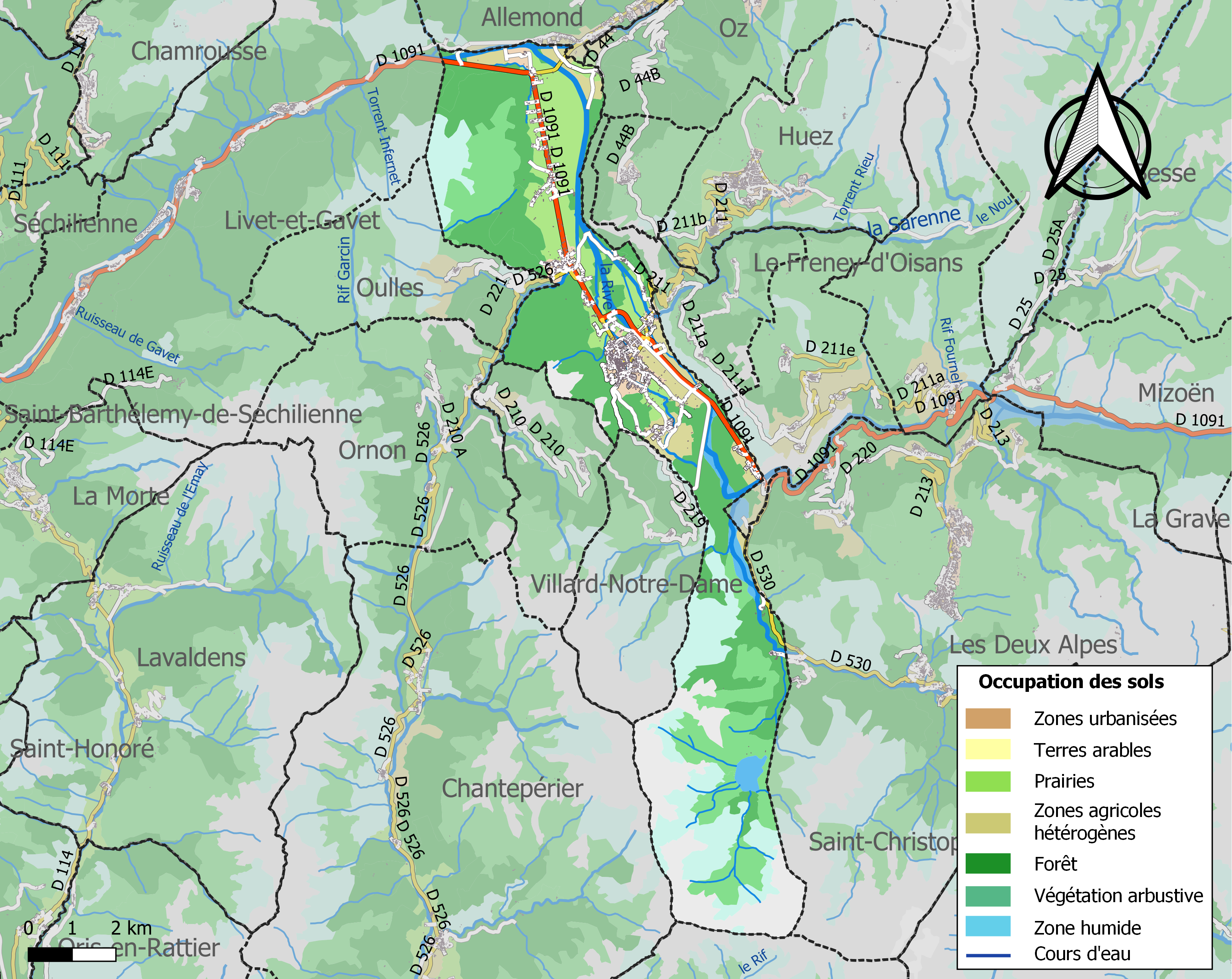
Carte des infrastructures et de l'occupation des sols de la commune en 2018 (CLC).

### Lieux-dits, hameaux et écarts

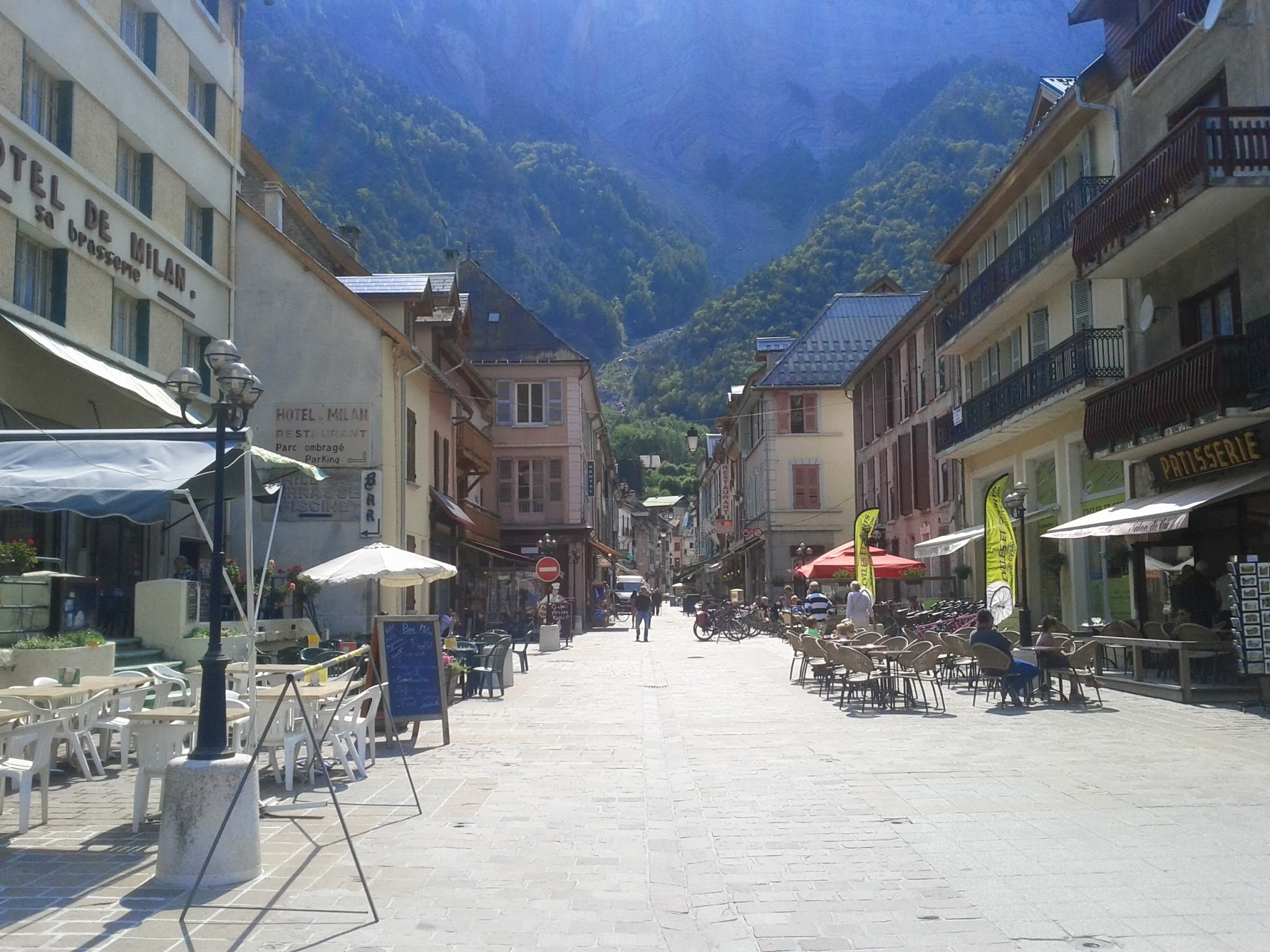
Rue du Général De Gaulle, dans le centre bourg.

En plus du bourg principal, aussi nommé le centre, la commune comporte plusieurs lieux-dits, hameaux et écarts : Rochetaillée, le Rafour, les Sables, la Paute, Bassey, les Essoulieux, Sarenne, le Vert, Saint-Claude, le Vernis, les Alberges, les Gauchoirs et le Couard.

### Morphologie urbaine

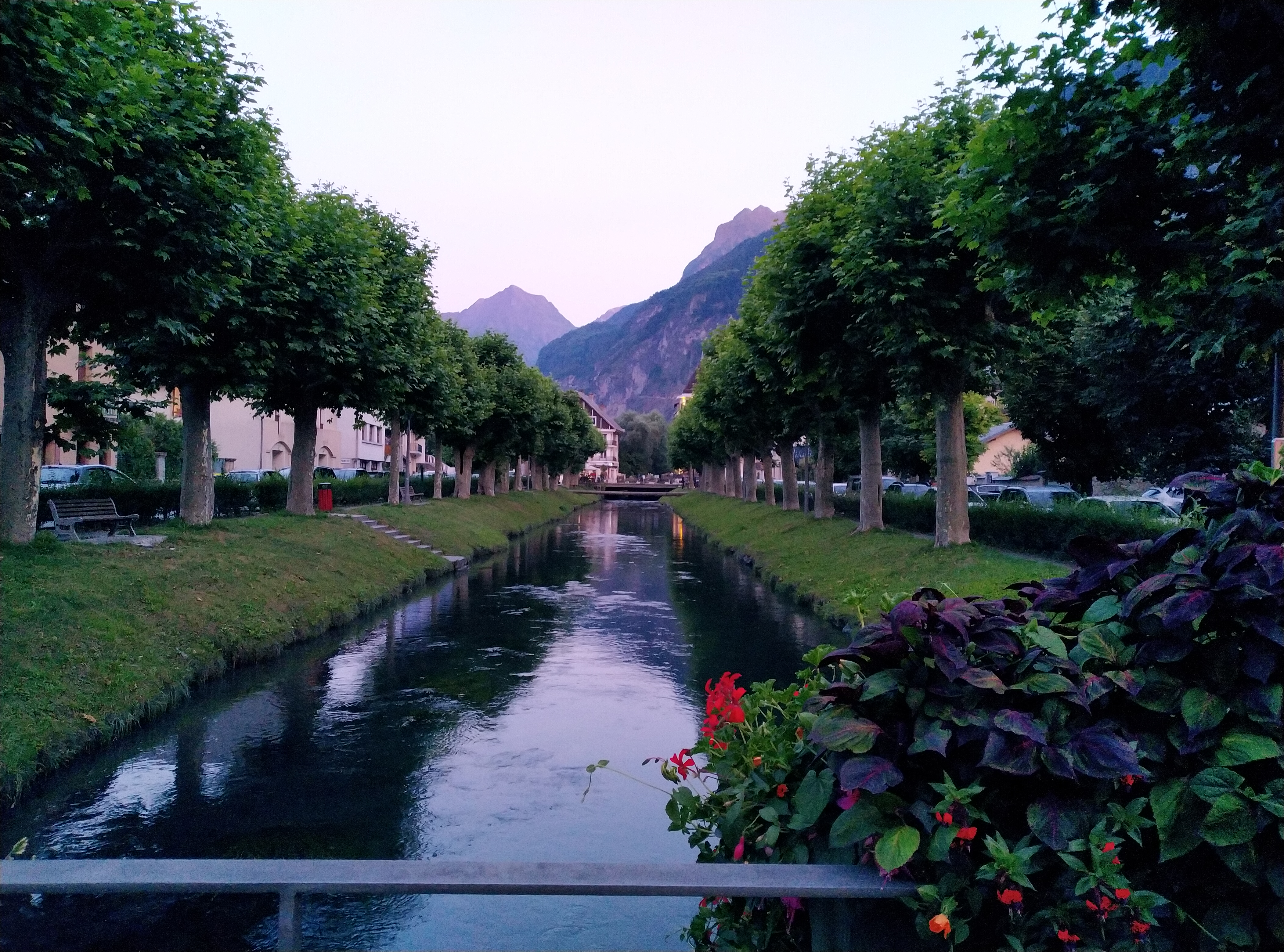

Le bourg principal du Bourg-d'Oisans est historiquement bâti sur le cône de déjection du torrent Saint-Antoine, le mettant ainsi à l'abri des inondations touchant la plaine. Le Vieux Quartier est situé en son centre et se compose de pâtés de maisons séparés de ruelles étroites ; parmi ces demeures, existent encore les vestiges de granges agricoles. Trois rues plus larges bordent ces îlots, elles accueillent notamment des commerces. Une urbanisation plus récente relie le quartier ancien à la rive de la Romanche, plus à l'est, suivant le cours de la route principale (avant la déviation de contournement du bourg qui date de la fin du XXe siècle ou du début du XXIe siècle). En amont du quartier ancien, le bourg a également connu un agrandissement, gagnant les pentes de la montagne avec le quartier du Belvédère, qui accueille aussi le collège. De l'autre côté de la Romanche par rapport au bourg, se trouvent, dès les années 1960, quelques villas.

### Habitat et logement
En 2019, le nombre total de logements dans la commune était de 2 076, alors qu'il était de 2 171 en 2014 et de 1 896 en 2009.
Parmi ces logements, 70,2 % étaient des résidences principales, 21,3 % des résidences secondaires et 8,5 % des logements vacants. Ces logements étaient pour 64,8 % d'entre eux des maisons individuelles et pour 34,2 % des appartements.
Le tableau ci-dessous présente la typologie des logements au Le Bourg-d'Oisans en 2019 en comparaison avec celle de l'Isère et de la France entière. Une caractéristique marquante du parc de logements est ainsi une proportion de résidences secondaires et logements occasionnels (21,3 %) supérieure à celle du département (8,3 %) et à celle de la France entière (9,7 %). Concernant le statut d'occupation de ces logements, 61,8 % des habitants de la commune sont propriétaires de leur logement (61,8 % en 2014), contre 61,1 % pour l'Isère et 57,5 pour la France entière.
| Typologie                                               | Le Bourg-d'Oisans | Isère | France entière |
| ------------------------------------------------------- | ----------------- | ----- | -------------- |
| Résidences principales (en %)                           | 70,2              | 83,9  | 82,1           |
| Résidences secondaires et logements occasionnels (en %) | 21,3              | 8,3   | 9,7            |
| Logements vacants (en %)                                | 8,5               | 7,8   | 8,2            |

En 2009, le logement locatif aidé (habitations à loyer modéré : HLM) représente pour sa part environ 9,5 % du parc de logements, avec une demande de ce type de logements relativement faible. En outre, une partie de la population a une activité professionnelle saisonnière, ce qui a un impact sur les choix de logement de certains (plutôt en station pour les travailleurs temporaires, plutôt sur le Bourg-d'Oisans pour les habitants permanents pluriactifs). Par ailleurs, entre 1999 et 2009, le taux de construction de nouveaux logements est de 19,9 % ; les constructions sont aussi sous l'influence des besoins touristiques de l'Oisans.

### Planification de l'aménagement
Appartenant au parc national des Écrins, Le Bourg-d'Oisans adhère à sa charte (mise en œuvre à partir de 2006). La commune est également dans le périmètre du schéma directeur d'aménagement et de gestion des eaux (SDAGE) Rhône-Alpes et du schéma d'aménagement et de gestion des eaux (SAGE) Drac Romanche. La Directive territoriale d'aménagement et de développement durables des Alpes du Nord devrait la concerner également ; dans ce cadre, elle fait partie des « pôles locaux ».
La commune a eu un Plan d'occupation des sols (POS) à partir du 25 février 1986, qui a été révisé le 22 décembre 2000, puis modifié ultérieurement. Le Plan local d'urbanisme (PLU), qui remplace le POS, a vu son élaboration commencer en 2011 ; il a été approuvé en 2018.
Un Schéma de cohérence territoriale (SCoT) à l'échelle de la communauté de communes de l'Oisans est élaboré dans les années 2010 et 2020.
Dans les années 2020, Le Bourg-d'Oisans fait partie des lauréats du programme national « Petites villes de demain » (PVD), visant à redynamiser de petites villes françaises — dont 11 iséroises — avec une action sur la période 2020-2026 ; ceci a notamment engendré un projet de revitalisation du centre bourg,. En revanche, en raison du classement en tant que zone humide et zone inondable d'une grande partie de la vallée, il est aujourd'hui très difficile d'y trouver des terrains à bâtir.

### Voies de communication et transports

#### Voies de communication

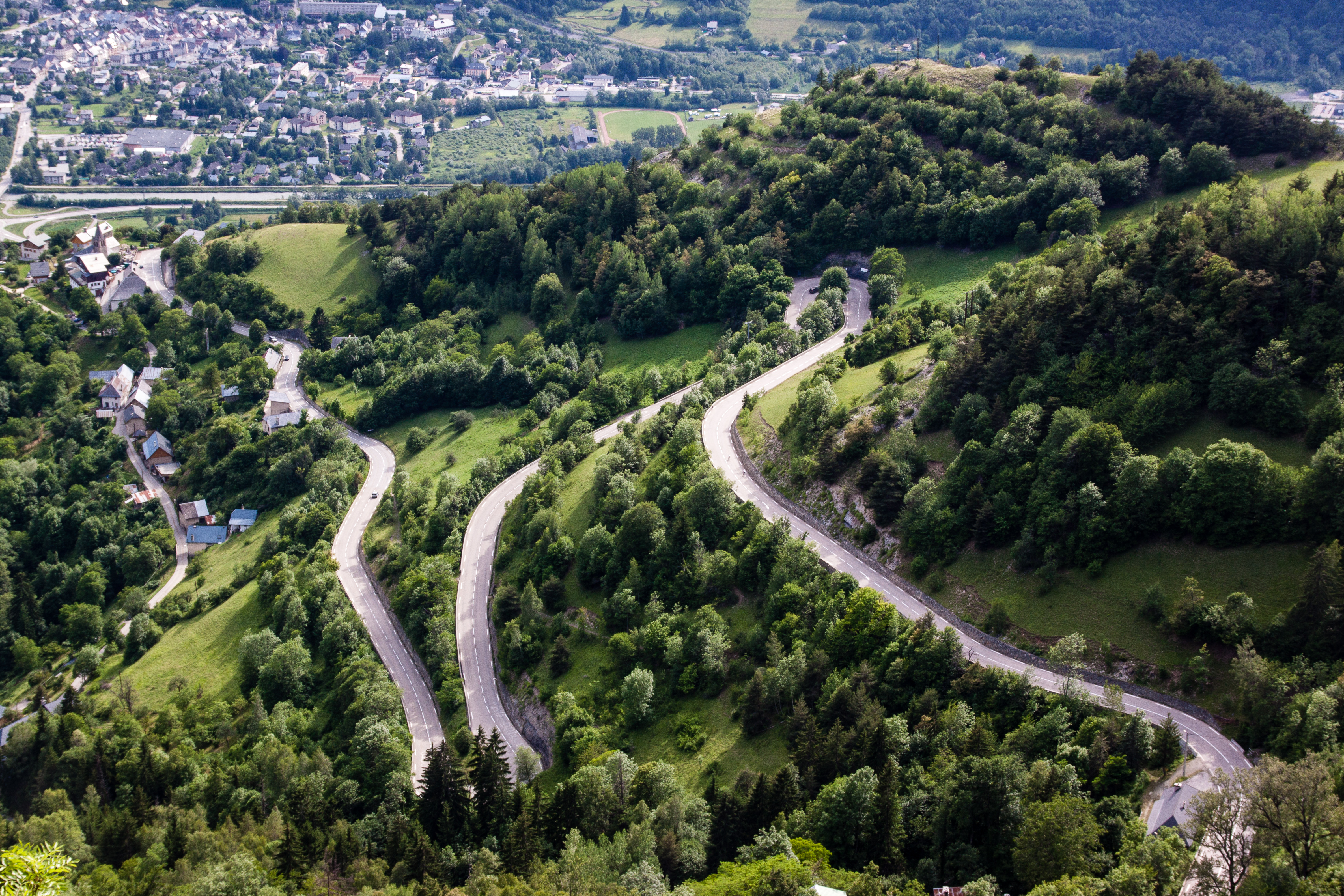
Les premiers lacets de la montée vers l'Alpe d'Huez et Le Bourg d'Oisans

Le Bourg-d'Oisans est un centre névralgique pour le territoire de l'Oisans, lieu de circulation et d'échanges où se rejoignent les vallées de ce territoire. L'axe de circulation principal qui traverse la commune du Bourg-d'Oisans est la route départementale 1091 (RD 1091), autrefois route nationale 91 ; celle-ci relie Grenoble à Briançon en passant par Le Bourg-d'Oisans. Un réseau de routes départementales relie la RD 1091 à d'autres communes et territoires, à partir de celle du Bourg-d'Oisans. Parmi les principaux axes de ce type, la route départementale 526 (ancienne route nationale 526) part du hameau de Rochetaillée vers la commune voisine d'Allemond, remonte la vallée de l'Eau d'Olle, longe le barrage de Grand'Maison, puis aboutit en limite du département isérois à la route départementale 926 du département français de la Savoie ; par ailleurs, cette même RD 526 part du hameau de La Paute et remonte la vallée du torrent de la Lignarre vers les communes d'Oulles, Ornon, puis plus haut vers Chantepérier, Entraigues, puis Valbonnais. La route départementale 211 part de la RD 1091 au niveau du bourg principal du Bourg-d'Oisans pour monter vers La Garde, Huez et l'Alpe-d'Huez ; elle comporte la route connue dans l'univers du Tour de France cycliste comme « montée de l'Alpe d'Huez ». Dans la partie sud de la commune du Bourg-d'Oisans, la route départementale 530 relie la RD 1091 à la vallée du Vénéon, avec Vénosc (devenue une partie de la commune des Deux-Alpes), Saint-Christophe-en-Oisans et La Bérarde. D'autres routes départementales de moindre importance, routes communales et voiries de moindre ampleur sillonnent le territoire.
La Voie verte Oisans, qui accueille notamment piétons et cycles, a été créée dans la commune ; elle relie Allemond à Vénosc en traversant la plaine du Bourg-d'Oisans. Cette voie verte a reçu le label « Tour de France » en 2019. En outre, le schéma départemental cycliste de l'Isère prévoit la réalisation de davantage de pistes et bandes cyclables suivant la RD 1091.
Le Bourg-d'Oisans est également parcouru par le sentier de grande randonnée 54 (GR 54), le sentier de grande randonnée 50 (GR 50) et d'autres sentiers de randonnée pédestre.

#### Transports en commun

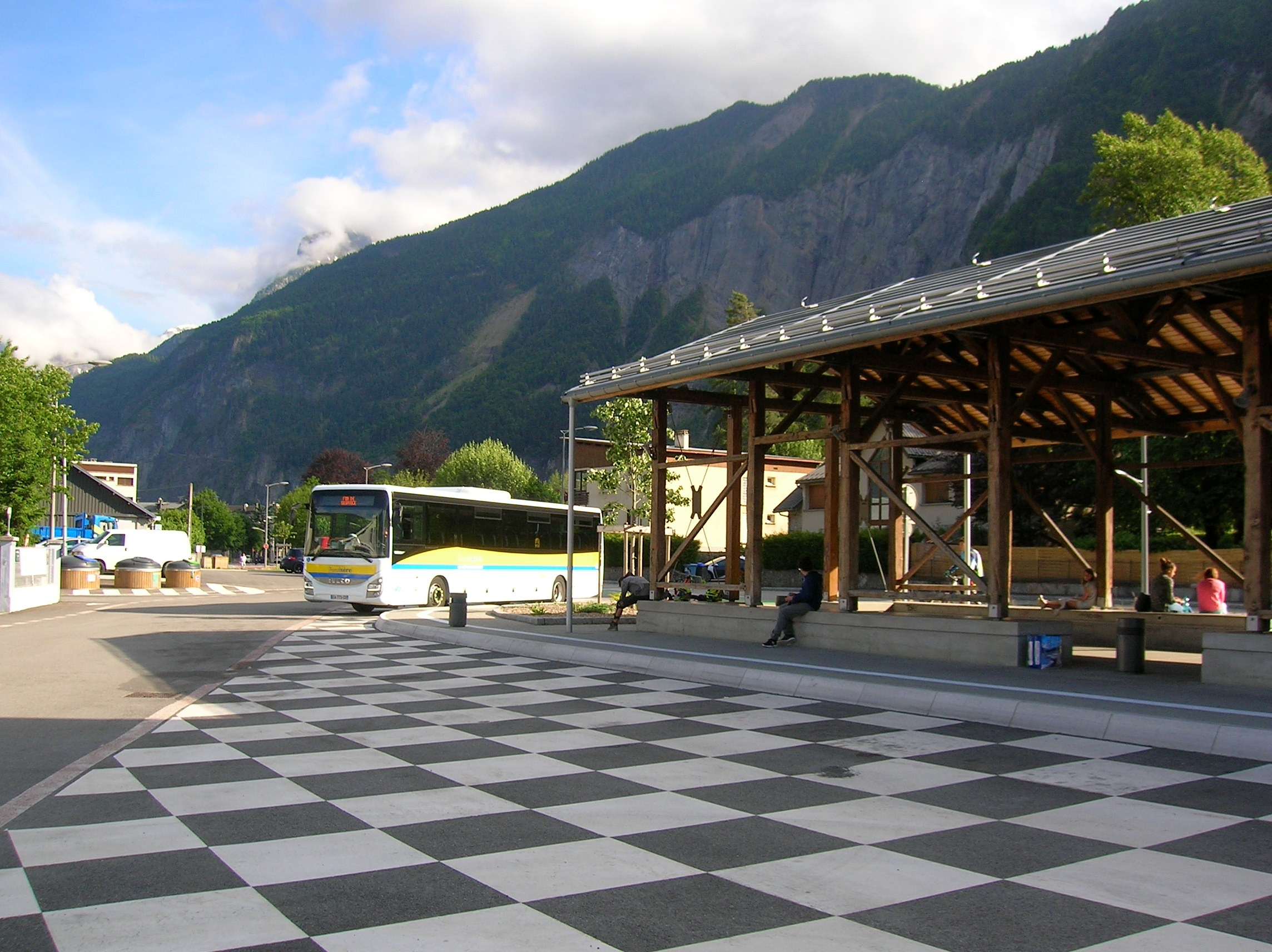
Gare routière au bourg principal, en 2017.

La commune est desservie par plusieurs lignes d'autocar, dont une ligne du réseau « Lignes express régionales » (Zou bus - LER 35) reliant Grenoble à Briançon par l'Oisans.
Des lignes du réseau de bus départemental « Itinisère » permettent aussi de desservir le Bourg-d'Oisans ; l'une d'elles relie la commune à Grenoble en 1 heure 30 (ligne T75), d'autres la relient notamment à Allemond et Vaujany, ou à l'Alpe d'Huez, ou aux Deux-Alpes, ou à Vénosc et La Bérarde. Des navettes relient la commune à certaines de ses voisines, certaines uniquement à certaines périodes de l'année. L'hiver, plusieurs lignes de bus « Transaltitude » complètent l'offre de transports en commun et relient la commune à certaines de ses voisines.
Le bourg principal comporte une gare routière. Dans les années 2010-2020, un projet de création d'un pôle d'échange multimodal est émis. Sur les communes voisines d'Allemond et Vénosc, il existe des ascenseurs valléens reliant à certaines communes d'altitude.
Il a existé un tramway des Voies ferrées du Dauphiné (VFD) reliant Vizille au Bourg-d'Oisans à la fin du XIXe siècle et au début du XXe siècle, mais celui-ci n'existe plus ; aucune ligne ferroviaire ne dessert la commune.

#### Diagnostic transports
Dans les années 2010, un « diagnostic transport » relève 32 000 déplacements par jour dans l'Oisans, la plupart internes à celui-ci. Les déplacements effectués en voiture représentent 54 % de l'ensemble des déplacements.

### Risques naturels et technologiques
La commune comporte un plan de prévention des risques d'inondation (PPRi) et un plan de prévention des risques naturels (PPRn), les deux étant distincts.
L'ensemble du territoire de la commune du Bourg-d'Oisans est situé en zone de sismicité no 3 (sur une échelle de 1 à 5), non loin la zone no 4 qui se situe au centre du département de l'Isère (vers Vizille et Grenoble).
| Type de zone | Niveau            | Définitions (bâtiment à risque normal) |
| ------------ | ----------------- | -------------------------------------- |
| Zone 3       | Sismicité modérée | accélération = 1,1 m/s2                |

### Qualité de l'environnement
Le territoire de la commune est notamment concerné par plusieurs zones Natura 2000 — gérées par le parc national des Écrins —, des zones humides, une zone naturelle d'intérêt écologique, faunistique et floristique (ZNIEFF), un espace naturel sensible (ENS), la Réserve intégrale de Lauvitel, un site inscrit, des éléments remarquables, et le projet d'un futur site Unesco entre le Pré-Gentil et le col d'Ornon.

## Toponymie
Au Moyen Âge, existe à l'emplacement du futur Bourg d'Oisans un prieuré nommé Sanctus Laurentius de secum lacum (Saint-Laurent-du-Lac).
On trouve dans les sources savoyardes du XIVe siècle la localité désignée par le nom du prieuré (burgum Sancti Laurentii Doysens). Le bourg devient ensuite le chef-lieu du mandement de l'Oisans. La carte de Cassini fait apparaître Le Bourg d'Oysans.

## Histoire

### Antiquité
La plaine d'Oisans a longtemps abrité un lac, qui a subi des évolutions au fil des siècles ; plusieurs dizaines de millénaires avant notre ère, il y avait à son emplacement un glacier.
Dans l'Antiquité, le Bourg-d'Oisans a été le lieu de passage d'une voie romaine reliant Cularo (Grenoble) à Brigantione (Briançon).

### Moyen Âge
Près du lac Saint-Laurent, qui couvre la plaine, se trouve un prieuré, attesté dès le XIe siècle, à Saint-Laurent-du-Lac — endroit qui accueillera plus tard le bourg central du Bourg-d'Oisans.
Au début du XIIIe siècle, à la suite d'un éboulement provoquant un barrage naturel à l'Infernet au-dessus de Livet-et-Gavet, la vallée où se trouve la ville est totalement recouverte par un lac, le lac Saint-Laurent ; le bourg qui deviendra le centre de la commune est alors appelé Saint-Laurent-du-Lac. Le 14 septembre 1219, la retenue d'eau cède, inondant la vallée de la Romanche et provoquant une inondation de Grenoble restée dans l'Histoire. Durant les siècles ultérieurs, le lac se reformera de temps à autre et se vidangera à nouveau.
Au Moyen Âge, Le Bourg-d'Oisans est le siège d'une seigneurie et fait partie du Dauphiné de Viennois. Au XIIe siècle ou XIIIe siècle, un château ceint d'un rempart est bâti près de l'église de Saint-Laurent-du-Lac. L'enquête de 1339 signale l'existence d'une maison forte ou d'un château au lieu-dit la Paute : « Domina aloysia de morgis habet apud pautam quamdam domum fortem et castrum fortissimum » (ADI B 3120, f° 67 v°).
Saint-Laurent-du-Lac devient un bourg qui s'étoffe au fil du temps ; en 1313, y est créée une foire, et en 1339, il a un péage.

### Époque moderne

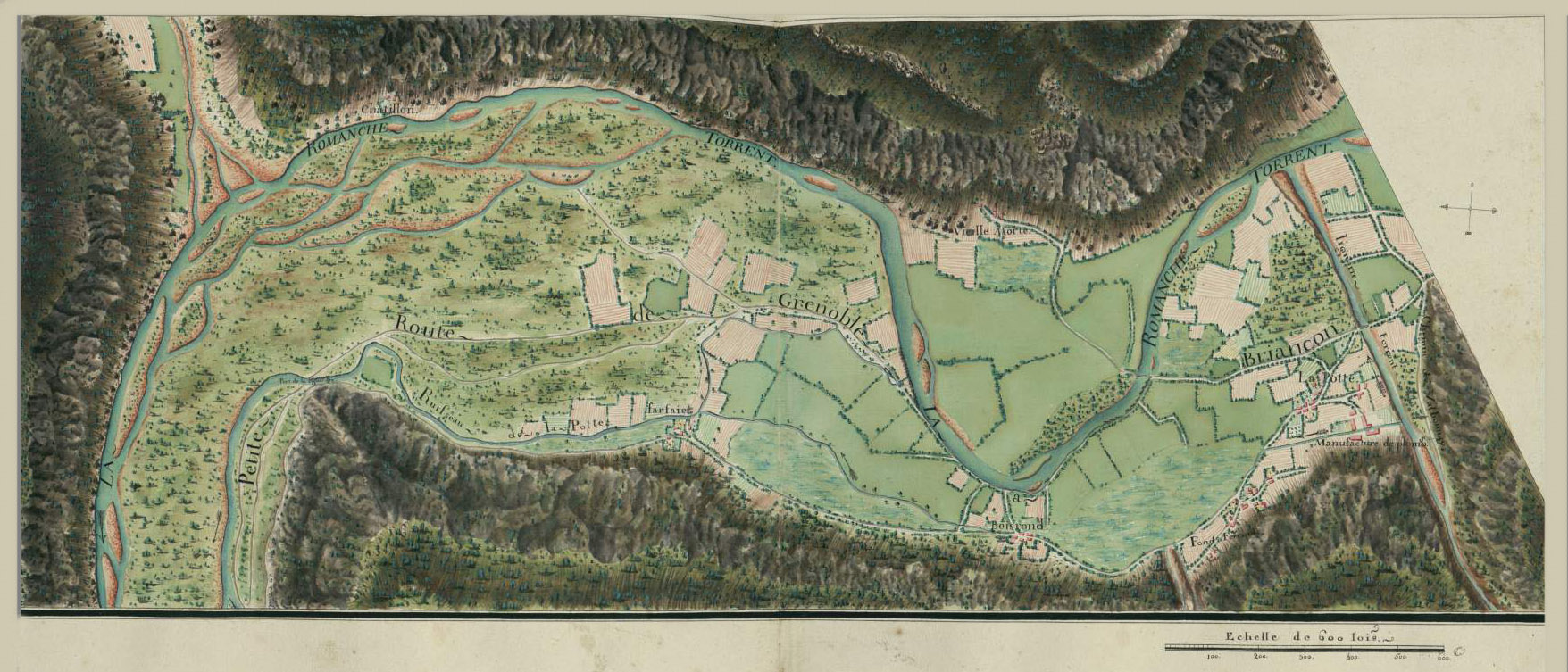
Carte de la vallée de la Romanche entre Livet-et-Gavet et Le Bourg-d'Oisans, extraite de l'Atlas de Trudaine pour la généralité de Grenoble, milieu du XVIIIe siècle (Archives nationales).

La plaine d'Oisans voit reparaître périodiquement son lac et demeure un marécage durant plusieurs siècles.

### Époque contemporaine

#### XIXesiècle

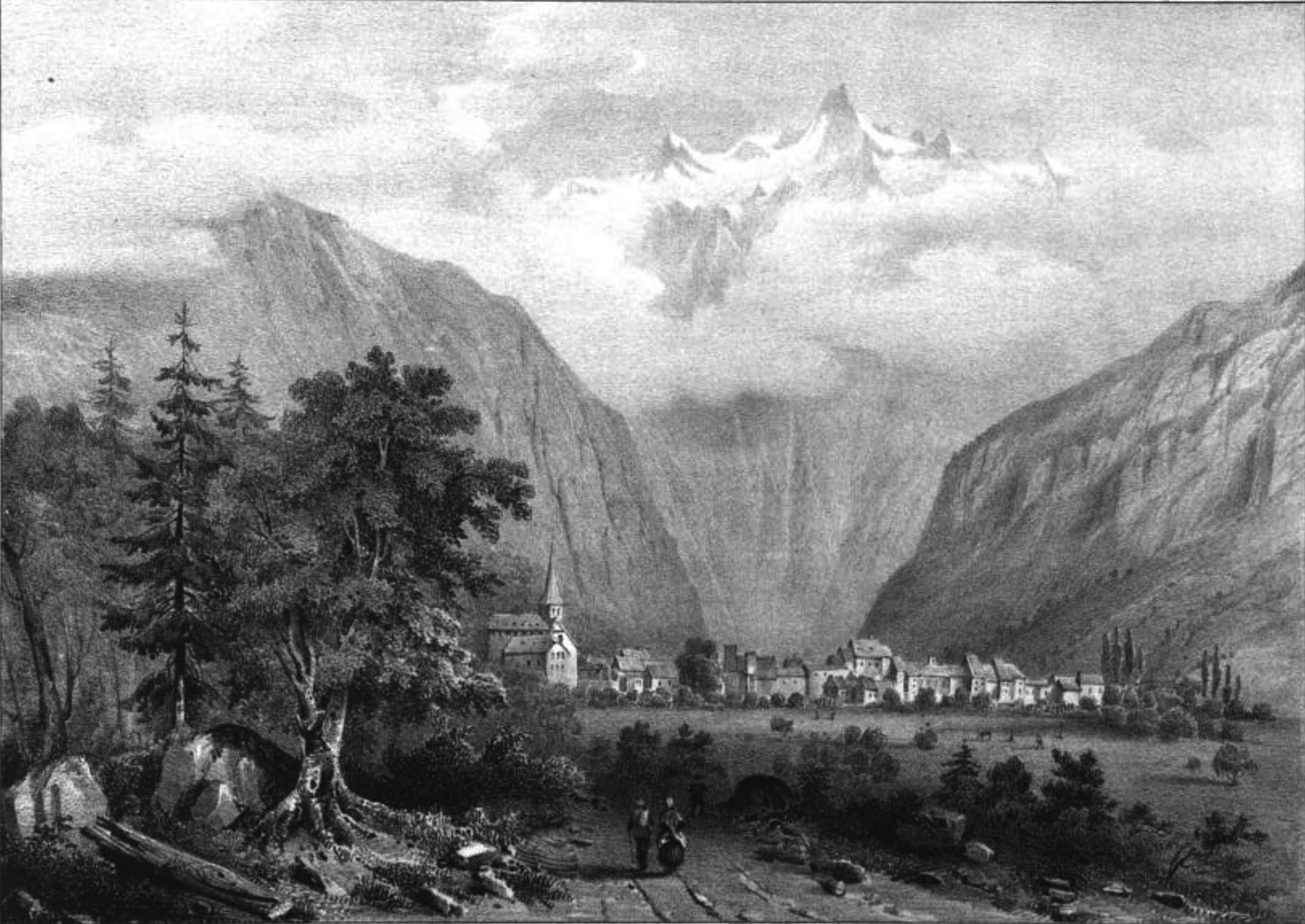
Le Bourg-d'Oisans au XIXe siècle, lithographie de Victor Cassien (1808 - 1893).

Au XIXe siècle, des digues sont créées dans la plaine de l'Oisans, ainsi que des travaux permettant le drainage des terrains,.
Le Bourg-d’Oisans absorbe la commune des Gauchoirs en 1846. Cette même année voit la maladie de la pomme de terre engendrer une crise agricole et les prémices de l'exode rural.
La commune accueille une usine, à partir de 1882, destinée au tissage de la soie, recevant des produits issus de la région lyonnaise et renvoyant des tissus finis vers cette même région et Saint-Étienne.

#### XXesiècle
La ville est très tôt une station alpine. Elle est desservie par la ligne Jarrie – Vizille – Le Bourg-d'Oisans du 2 juin 1894 au 31 juillet 1946 par les tramways à vapeur des Voies ferrées du Dauphiné. Ceci permet, entre autres, à de nombreux alpinistes d'accéder plus facilement et rapidement à l'Oisans, et de s'y engager plus avant, pour des courses en montagne plus longues qu'auparavant. Après 1946, le tramway est remplacé par des autocars.

Entre 1908 et 1952, un télébenne amène le charbon depuis la mine de l'Herpie, située au pied du pic de l'Herpie, à côté de ce qui sera la future station de l'Alpe d'Huez.

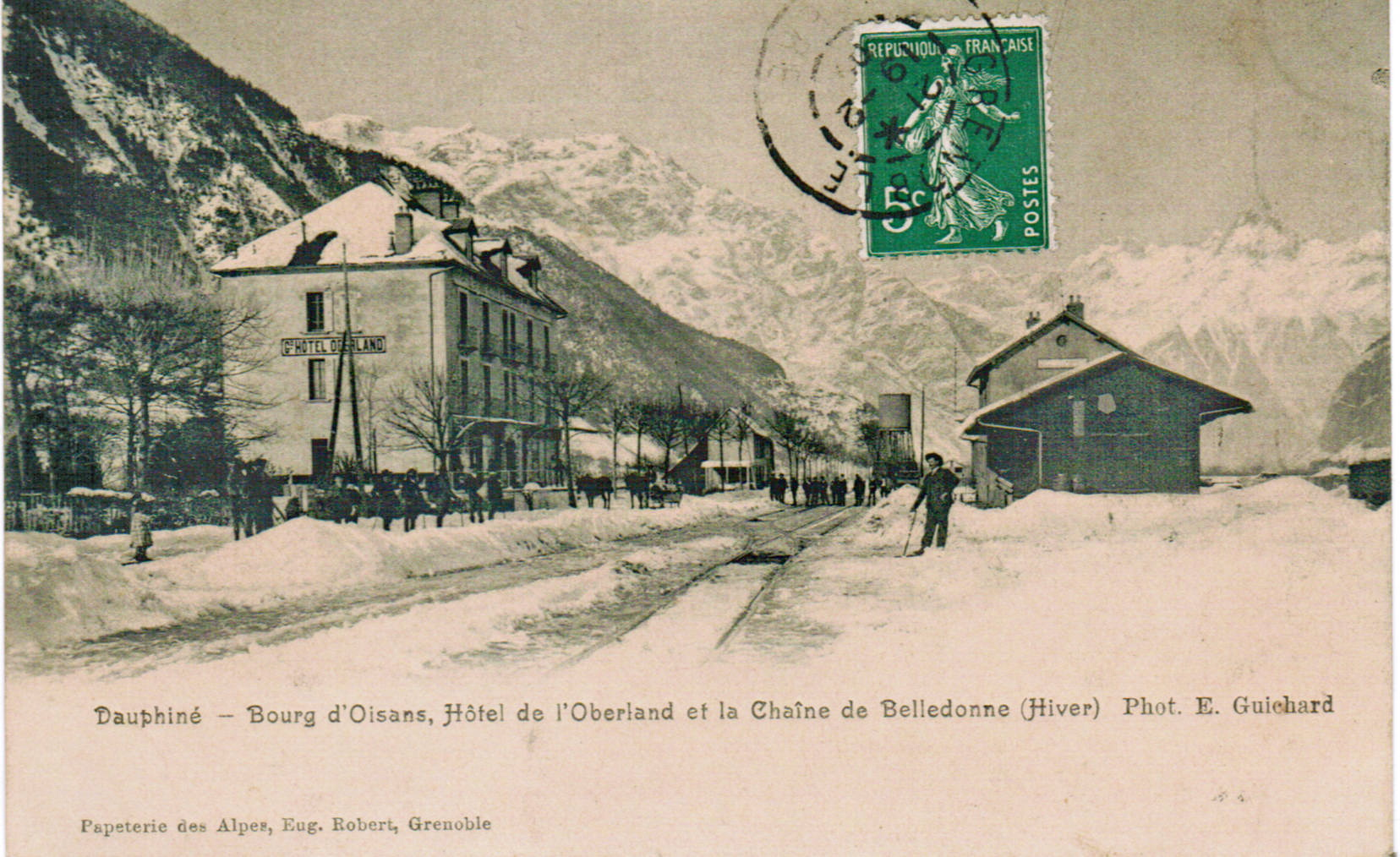
L'ancienne station de tramway des Voies ferrées du Dauphiné, sur la droite de la carte postale (vers 1909).

Durant la Seconde Guerre mondiale, l'Oisans est un lieu important de la résistance intérieure française, avec notamment les maquis de l'Oisans. En commémoration, la commune du Bourg-d'Oisans, à l'instar d'autres communes de la région, comporte une rue des Maquis de l'Oisans, une rue Ernest Grazziotti — qui a été un membre important de la résistance locale. Vers la fin de la guerre, en août 1944, une opération militaire allemande est menée en Oisans,, l'opération   « Hochsommer » (plein été) — le contexte fait que l'armée allemande est sur la défensive, le débarquement de Normandie ayant eu lieu le 6 juin 1944, tandis qu'approche la date à venir du débarquement de Provence le 15 août ; l'armée cherche à préserver ses voies de repli. Ceci se déroule peu après une opération allemande dans le massif du Vercors, qui a fait de nombreuses victimes,. L'armée allemande arrive notamment du col d'Ornon à l'ouest et du col du Lautaret à l'est ; le 12 août, ont lieu quelques bombardements aériens de la part des Allemands sur l'Oisans, avec certains dégâts matériels au Bourg-d'Oisans et dans d'autres communes. Le 13 août, l'armée allemande entre dans le bourg et réunit environ 200 hommes du village au Jardin de ville, puis les tient en otages dans le Foyer municipal, — une plaque apposée plus tard à l'intérieur du Foyer municipal commémore ce souvenir. Durant ces évènements, du 13 au 15 août 1944, plusieurs personnes ont été tuées sur la commune par des soldats de l'armée allemande,,,. Peu après, l'armée allemande quitte l'Oisans, tandis que les Alliés dont l'armée américaine libèrent Grenoble et l'Oisans.
Après la Seconde Guerre mondiale, comme d'autres régions montagneuses, la commune connaît de profonds changements lié notamment à l'exode rural : la population rurale, et notamment la jeunesse, diminue et s'installe dans les grandes villes. Dans les années 1960, la commune a une clinique d'accouchement, ce qui n'est plus le cas à la fin du XXe siècle. L'usine de soieries procure en 1955 du travail à 115 personnes, puis à 77 personnes en 1965 (63 femmes et 14 hommes), tout en bénéficiant d'une alimentation en électricité issue du turbinage de la Sarenne.
La construction du barrage hydroélectrique de Grand'Maison dans la vallée de l'Eau d'Olle s'accompagne de l'installation de nouveaux habitants au Bourg-d'Oisans entre 1975 et 1982 notamment.

En 2004, la 16e étape du Tour de France cycliste, du Bourg-d'Oisans à l'Alpe d'Huez, voit gagner Lance Armstrong. La 17e étape du Tour de France, du Bourg-d'Oisans jusqu'au Grand-Bornand, voit la victoire de Lance Armstrong après une étape de 204,5 km.

## Politique et administration

### Rattachements administratifs et électoraux

#### Rattachements administratifs
La commune se trouve dans l'arrondissement de Grenoble du département de l'Isère.
Elle était  depuis 1793 le chef-lieu du canton du Bourg-d'Oisans. Dans le cadre du redécoupage cantonal de 2014 en France, cette circonscription administrative territoriale a disparu, et le canton n'est plus qu'une circonscription électorale.

#### Rattachements électoraux
Pour les élections départementales, la commune fait partie depuis 2014 du canton de l'Oisans-Romanche
Pour l'élection des députés, elle fait partie de la quatrième circonscription de l'Isère.

### Intercommunalité
Le Bourg-d'Oisans est le siège de la communauté de communes de l'Oisans, un établissement public de coopération intercommunale (EPCI) à fiscalité propre créé en 2021 et auquel la commune a transféré un certain nombre de ses compétences, dans les conditions déterminées par le code général des collectivités territoriales.

### Tendances politiques et résultats
Lors du second tour des élections municipales de 2014 dans l'Isère, la liste SE menée par le maire sortant obtient la majorité des suffrages exprimés, avec 635 voix (37,46 %, 16 conseillers municipaux élus dont 3 communautaires), devançant les listes menées respectivement par : 

-  Isabelle Turc-Baron (SE, 563 	33,21 %, 4 conseillers municipaux élus dont 1 communautaire) ;

-  Marc Carrel 	(SE, 332 voix, 19,58 %, 2 conseillers municipaux élus) ;

- Anaïs Picca (DVG, 165 voix, 9,73 %, 1 conseiller municipal élu).

Lors de ce scrutin, 31,25 % des électeurs se sont abstenus. 
Au premier tour des élections municipales de 2020 dans l'Isère, la liste conduite par Guy Verney obtient la majorité absolue des suffrages exprimés, avec 706 voix (59,22 %, 19 conseillers municipaux élus dont 10 communautaires), devançant très largement celle menée par Bruno Aymoz, qui a recueilli 486 voix (40,77 %, 4 conseillers municipaux élus dont 2 communautaires).
Lors de ce scrutin marqué par la pandémie de Covid-19 en France, 49,37 % des électeurs se sont abstenus.

### Liste des maires
| Période                                  | Période                       | Identité        | Étiquette | Qualité                                                                |
| ---------------------------------------- | ----------------------------- | --------------- | --------- | ---------------------------------------------------------------------- |
| Les données manquantes sont à compléter. |                               |                 |           |                                                                        |
|                                          |                               | Louis Faure     |           | Médecin Conseiller général du Bourg-d'Oisans (1945 → 1967)}            |
| Les données manquantes sont à compléter. |                               |                 |           |                                                                        |
|                                          | mars 1989                     | Roland Martin   | PS        | Conseiller général du Bourg-d'Oisans (1979 → 1985)                     |
| mars 1989                                | mars 2001                     | Bernard Chollet |           |                                                                        |
| mars 2001                                | mars 2008                     | Lionel Payen    | PS        | Vétérinaire                                                            |
| mars 2008                                | mai 2020                      | André Salvetti  | DVD       | Retraité                                                               |
| mai 2020                                 | En cours (au 8 décembre 2022) | Guy Verney      | DVD       | Retraité, Président de la communauté de communes de l'Oisans (2020 → ) |

### Distinctions et labels
En mars 2017, la commune obtient à nouveau le niveau « deux fleurs » au concours des villes et villages fleuris ; ce label récompense le fleurissement de la commune au titre de l'année 2016. En 2014, elle avait obtenu « une fleur ».
La commune est labellisée station verte

## Équipements et services publics
La mairie est installée dans le bourg principal de la commune.
Le centre principal des services de la Communauté de communes de l'Oisans est situé au Bourg-d'Oisans.
La commune accueille également une Maison du département de l'Isère.
Une antenne France Services située dans le bourg principal permet à la population d'accéder à des services publics de proximité ou un accompagnement administratif de premier niveau,.

### Enseignement
La commune est rattachée à l'académie de Grenoble.
Le Bourg-d'Oisans comporte plusieurs écoles et un collège : le collège des Six vallées. Le lycée le plus proche est à Vizille.

### Postes et télécommunications
La commune comporte une agence postale.

### Santé
Une Maison Médicale de la Communauté de communes de l'Oisans est installée dans le bourg principal du Bourg-d'Oisans ; elle accueille notamment des médecins généralistes, un centre de soins infirmiers — lié à l'Aide à domicile en milieu rural (ADMR) —, et le Centre de planification et d’éducation familiales (CPEF) de l'Oisans — qui comprend notamment une sage-femme, une conseillère conjugale, une secrétaire et un médecin coordinateur.
Plusieurs autres professionnels de la santé (ophtalmologue, orthophonistes…) et des pharmacies sont installés sur la commune.
Les structures hospitalières les plus proches, dont le centre hospitalier universitaire Grenoble-Alpes (CHUGA), sont situées dans l'agglomération grenobloise.
La commune accueille une maison de retraite et un établissement d'hébergement pour personnes âgées dépendantes (EHPAD).

### Justice, sécurité, secours et défense
La commune comporte une gendarmerie nationale. Elle accueille aussi le centre des services d'incendie et de secours de l'Oisans, auquel sont aussi reliées les casernes de pompiers d'Huez, des Deux-Alpes et de Livet-et-Gavet.

## Population et société

### Démographie
L'évolution du nombre d'habitants est connue à travers les recensements de la population effectués dans la commune depuis 1793. Pour les communes de moins de 10 000 habitants, une enquête de recensement portant sur toute la population est réalisée tous les cinq ans, les populations de référence des années intermédiaires étant quant à elles estimées par interpolation ou extrapolation. Pour la commune, le premier recensement exhaustif entrant dans le cadre du nouveau dispositif a été réalisé en 2007.

En 2022, la commune comptait 2 840 habitants, en évolution de −12,86 % par rapport à 2016 (Isère : +3,07 %, France hors Mayotte : +2,11 %).
| 1793  | 1800  | 1806  | 1821  | 1831  | 1836  | 1841  | 1846  | 1851  |
| ----- | ----- | ----- | ----- | ----- | ----- | ----- | ----- | ----- |
| 1 992 | 2 079 | 2 383 | 2 473 | 3 052 | 3 019 | 3 196 | 3 355 | 3 212 |

| 1856  | 1861  | 1866  | 1872  | 1876  | 1881  | 1886  | 1891  | 1896  |
| ----- | ----- | ----- | ----- | ----- | ----- | ----- | ----- | ----- |
| 2 760 | 2 796 | 2 772 | 2 773 | 2 658 | 2 650 | 2 550 | 2 543 | 2 375 |

| 1901  | 1906  | 1911  | 1921  | 1926  | 1931  | 1936  | 1946  | 1954  |
| ----- | ----- | ----- | ----- | ----- | ----- | ----- | ----- | ----- |
| 2 618 | 2 587 | 2 624 | 2 112 | 2 262 | 2 239 | 2 395 | 2 375 | 2 150 |

| 1962  | 1968  | 1975  | 1982  | 1990  | 1999  | 2006  | 2007  | 2012  |
| ----- | ----- | ----- | ----- | ----- | ----- | ----- | ----- | ----- |
| 2 189 | 2 280 | 2 448 | 3 027 | 2 911 | 2 984 | 3 308 | 3 352 | 3 228 |

| 2017  | 2022  | - | - | - | - | - | - | - |
| ----- | ----- | - | - | - | - | - | - | - |
| 3 278 | 2 840 | - | - | - | - | - | - | - |

Dans les années 2010, la population communale représente le tiers de celle de la communauté de communes de l'Oisans.

### Sports et loisirs

#### Généralités
Plusieurs sports de plein air, d'été et d'hiver, se pratiquent sur la commune et aux alentours, tels que l'équitation, le parapente, l'escalade, le vélo tout-terrain (VTT), le canoë et les sports d'eaux vives et le ski nordique,. De plus, la commune est assez souvent traversée par le Tour de France cycliste et se situe au pied de la montée de l'Alpe d'Huez ; elle développe aussi plusieurs équipements et évènements autour du vélo.

#### Sports liés à la montagne
Le Bourg-d'Oisans est une commune où peuvent se pratiquer de nombreux sports liés à la montagne, tels que l'alpinisme, l'escalade, la randonnée pédestre.
La randonnée en montagne et l'alpinisme sont très développés dans le secteur de la commune, avec des sentiers de grande randonnée, les itinéraires dans le parc national des Écrins, les multiples sommets montagneux environnants.
La commune est également proche de plusieurs stations de sports d'hiver telles que l'Alpe d'Huez, les Deux Alpes, la Grave-la Meije.

#### Cyclisme sur route
Du fait de sa situation, la commune accueille également de nombreux cyclistes, intéressés par les routes de montagne, la célèbre montée de l'Alpe d'Huez, les cols de montagne à proximité (col du Galibier, col du Lautaret, col d'Ornon, col du Glandon, col de la Croix de fer…). Elle est sur le passage de plusieurs courses cyclistes dont La Marmotte et, certaines années, le Tour de France.

#### Voie verte
Une voie verte qui traverse la plaine d'Oisans a été créée ; elle est accessible aux piétons et aux véhicules non motorisés tels que vélos ou rollers, par exemple.

#### Équipements et clubs sportifs
Le Bourg-d'Oisans comporte plusieurs équipements sportifs de type piscine, gymnase, terrains de sport en plein air, etc.

### Cultes
La commune comporte des églises catholiques au centre du Bourg et au hameau Les Sables. Dans l'église du centre, les messes ont lieu le dimanche à 11 heures. L'orgue moderne de l'église du centre est très célèbre ; des concerts s'y produisent régulièrement (par l'Association des Amis de l'Orgue en Oisans). Des visites de l'église du centre ont lieu en été les après-midi.

### Médias
Historiquement, le quotidien régional Le Dauphiné libéré consacre, chaque jour, y compris le dimanche, dans son édition de Romanche et Oisans, un ou plusieurs articles à l'actualité du canton et de la communauté de communes, quelquefois de la commune, ainsi que des informations sur les éventuelles manifestations locales.

## Économie

### Généralités
La commune comporte diverses activités économiques, notamment celles liées à l'agriculture, au tourisme, au commerce et à l'artisanat.

### Emploi
L'emploi dans le territoire de l'Oisans est fortement marqué par le tourisme, le commerce et l'artisanat ; la commune du Bourg-d'Oisans comporte en plus une bonne part des services liés à l'administration publique, la santé, l'action sociale et l'enseignement du territoire, ainsi qu'un peu d'industrie.

### Entreprises et commerces

#### Agriculture
En 2007, l'agriculture concerne 3,2 % des emplois de la commune. À la fin des années 2010, elle ne représente plus que 0,3 % de l'emploi dans la commune ; ce qui est un taux plus faible que celui de l'Isère.

#### Commerce, artisanat et industrie
Dans la commune du Bourg d’Oisans, il y a eu autrefois au moins deux mines. La plus ancienne est la mine de galène du Pontet, dont le minerai permettait l’obtention de plomb et d’un peu d’argent. Cette mine a notamment été exploitée vers les IIIe – IVe siècle et, plus récemment, au tout début du XXe siècle. La mine de La Gardette, en partie également sur la commune de Villard-Notre-Dame, a permis d’explorer différents filons de quartz aurifère au cours du XVIIIe et du XIXe siècle, sur différentes périodes de travaux, assez brèves pour cause d’insuccès. Si l’or natif a bien été découvert, sur deux siècles, il n’a pas été trouvé plus de 3 à 4 kg d’or. Par contre, cette mine est célèbre dans le monde entier pour la beauté ou la rareté des minéraux qui y ont été découverts, et plus particulièrement de magnifiques groupes de cristaux de quartz.
Au début du XXIe siècle, le taux de commerçants, artisans et chefs d'entreprise dans la commune est presque deux fois plus élevé que celui du département, mais celui de cadres et professions supérieures est environ deux fois moindre que celui de l'Isère (tout en étant proche de celui des commerçants, cadres et artisans de la commune). Le Bourg-d'Oisans comporte une zone d'activités qui regroupe plusieurs entreprises liées notamment à l'artisanat et au commerce. En 2018, la commune compte environ quarante commerces dont un supermarché.

#### Activités de service

##### Tourisme

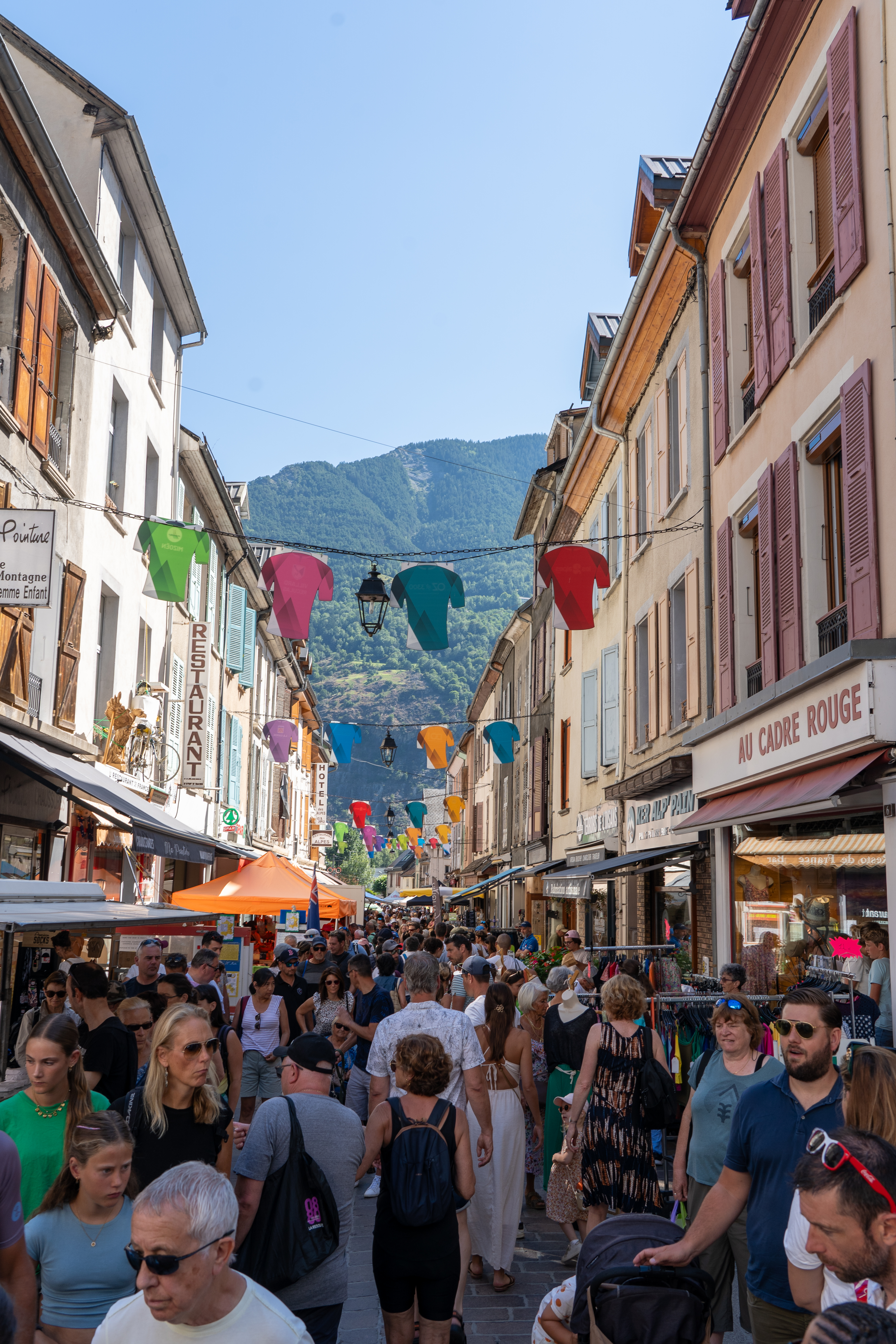
Marché d'été du samedi au Bourg-d'Oisans.

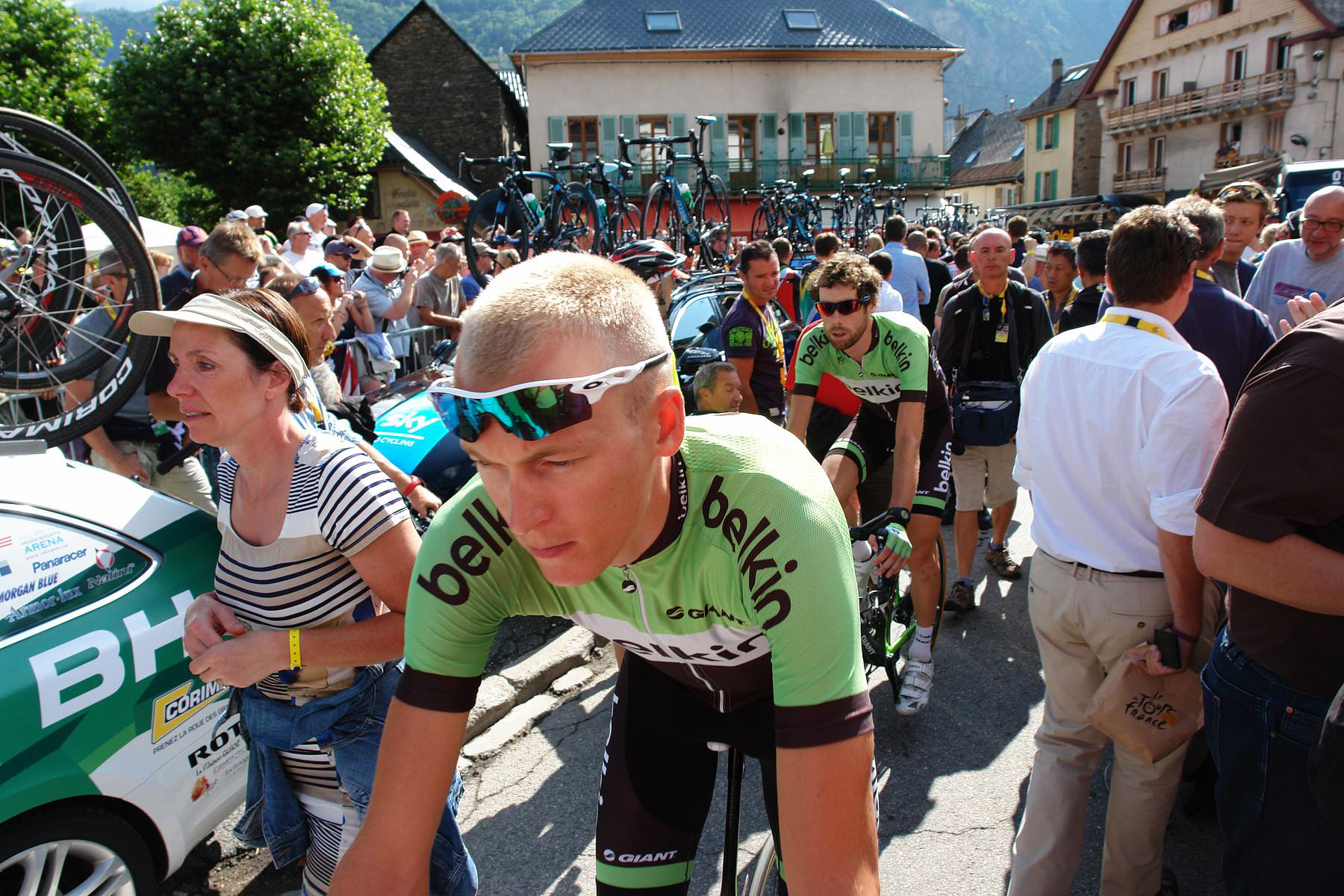
Robert Gesink au Bourg-d'Oisans. Etape 19 du Tour de France 2013.

Le Bourg-d'Oisans est fréquenté l'hiver par les skieurs, et en été par les randonneurs amateurs de montagne et les cyclistes venus affronter les grands cols de la région, dont en particulier la montée de l'Alpe d'Huez qui domine le village. Le Tour de France traverse le village presque chaque année. En été un le tourisme cycliste attire beaucoup de néerlandais.
Différents établissements liés à l'activité touristique existent sur la commune, tels qu'hôtels, gîtes, restaurants et campings.
Par ailleurs, des liens touristiques existent avec les stations de montagne environnantes (dont Les Deux-Alpes et l'Alpe-d'Huez) et le canton de La Grave, situé en Oisans mais dans le département des Hautes-Alpes.

### Monnaie locale
Le Cairn, une monnaie locale et complémentaire — ce qui signifie qu'elle peut être utilisée parallèlement à l'Euro — est présente dans la région grenobloise et le sud du département de l'Isère depuis 2017, dont Le Bourg-d'Oisans ; elle est utilisable chez certains professionnels,,.

## Culture locale et patrimoine

### Lieux et monuments
Le patrimoine bâti du Bourg-d'Oisans est marqué par divers bâtiments, dont des maisons de bourg, écuries et granges anciennes, des hôtels et villas, ainsi que des fermes et d'autres constructions notables. Parmi ces dernières, se trouvent notamment les vestiges du château delphinal du Bourg-d'Oisans, une échoppe médiévale, l'ancienne école, l'ancienne mairie, l'ancien relais de poste, l'ancienne école de musique et le Foyer municipal (XXe siècle).
Parmi le patrimoine religieux, se trouvent notamment l'ancien presbytère, l’église Saint-Laurent, construite au XIXe siècle et de style roman, et, dans celle-ci, l’orgue Colette-Anne, ou Orgue de la Résurrection, notamment tenu par l'organiste Colette Oudet.
La commune a également un monument aux morts ; le monument actuel conserve d'un monument aux morts précédent la statue (sculptée vers 1920), mais le socle a été changé.
Le Bourg-d'Oisans compte en outre une statue de Vierge à l'enfant classée à l'inventaire des monuments historiques au titre objet depuis 1992 ; celle-ci, en bois, est attribuable au XVIe siècle, et elle comporte une dorure et une polychromie potentiellement ultérieures à ce siècle.
La commune n'a pas de bâtiment classé monument historique.

Quelques édifices patrimoniaux et monuments
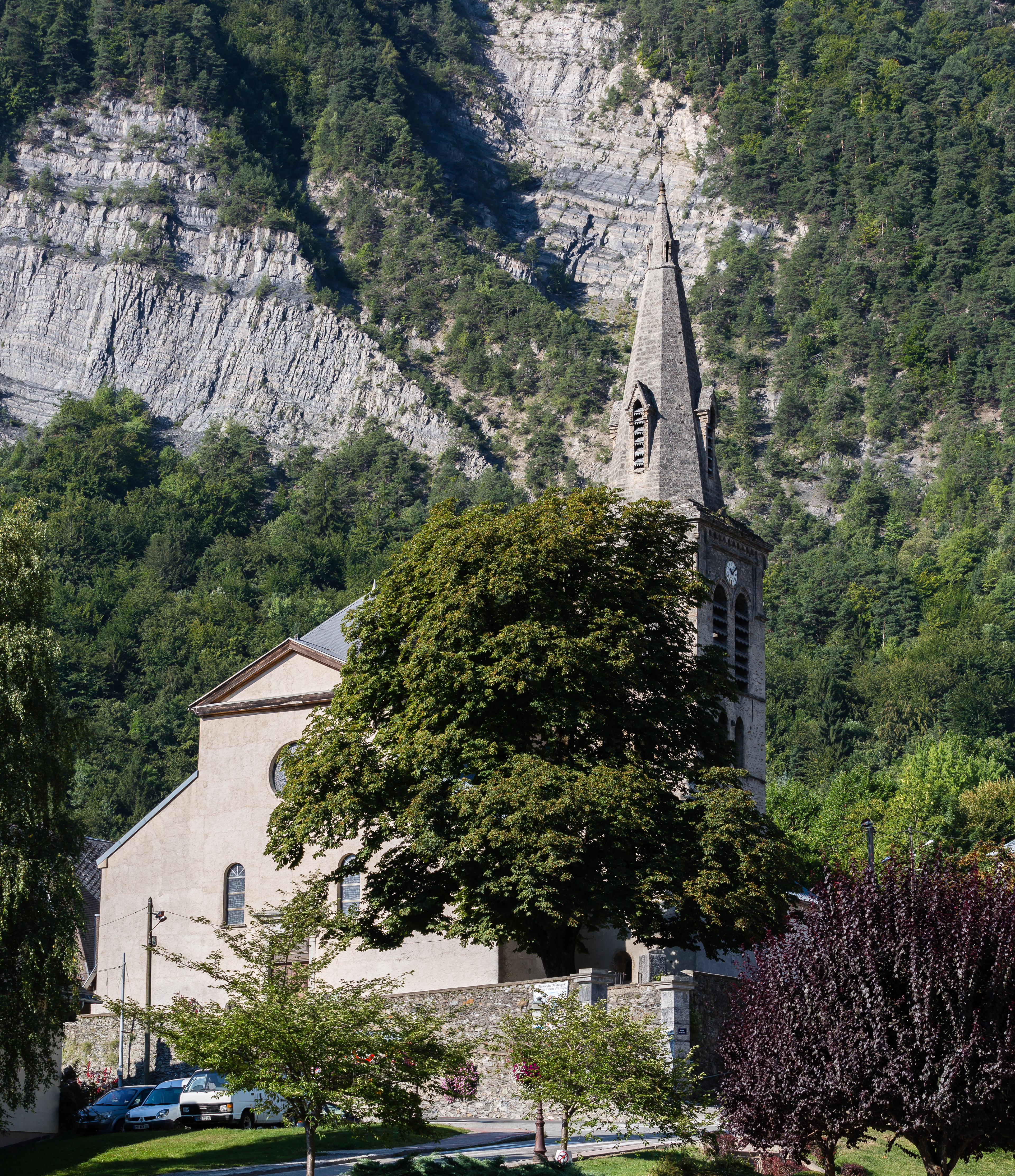
L'église Saint-Laurent dans le bourg principal
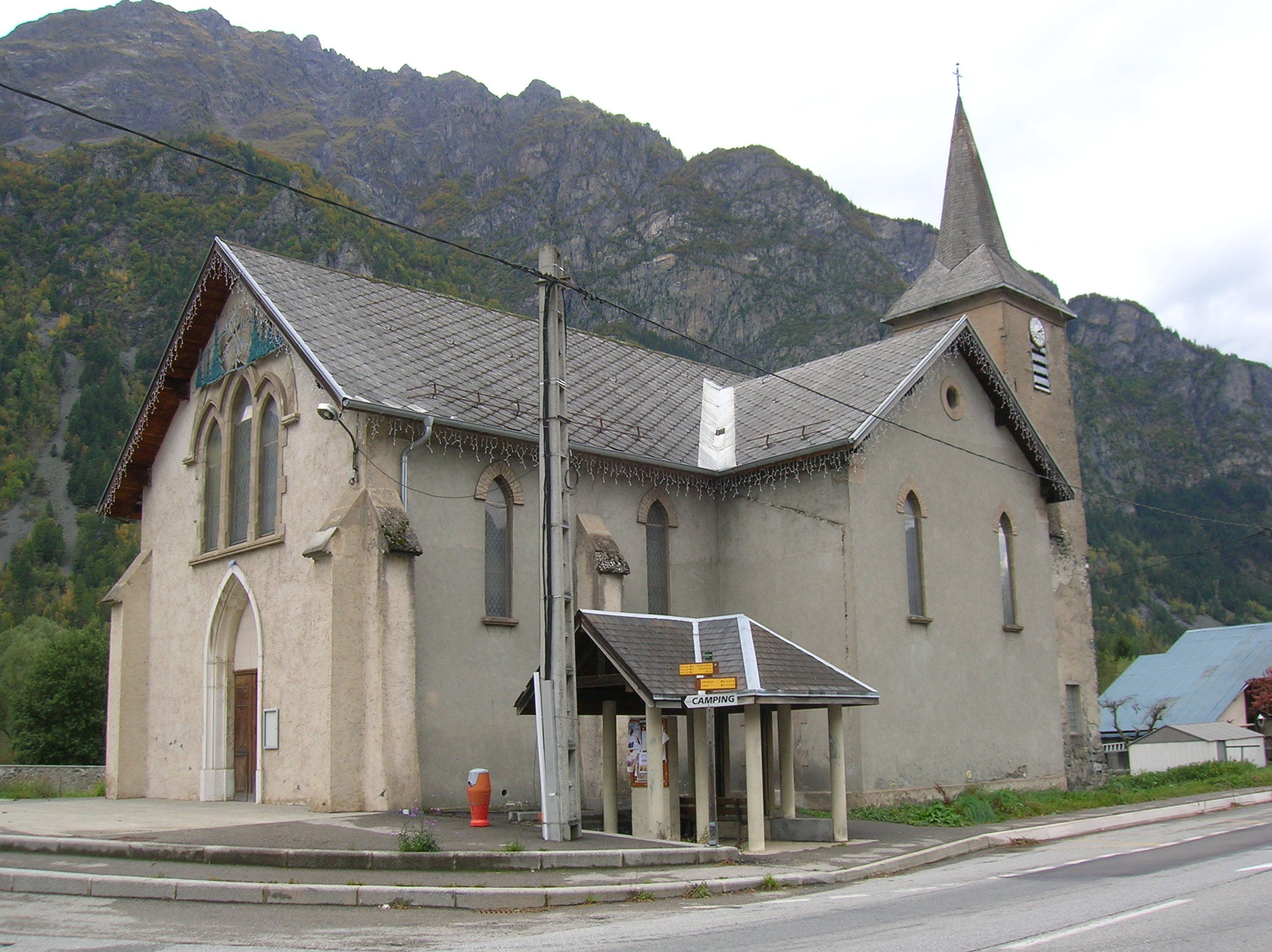
L'église du hameau des Sables
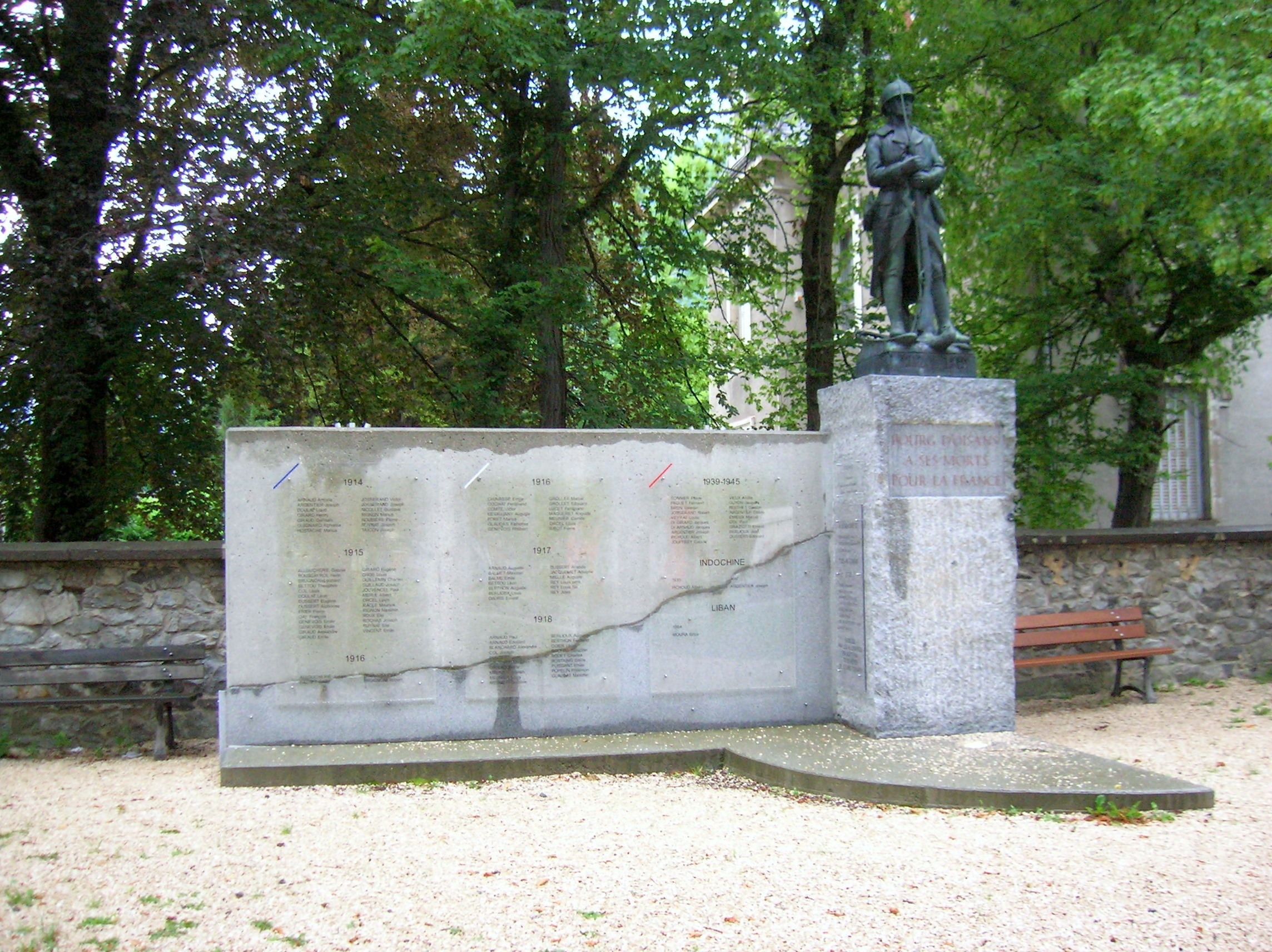
Monument aux morts
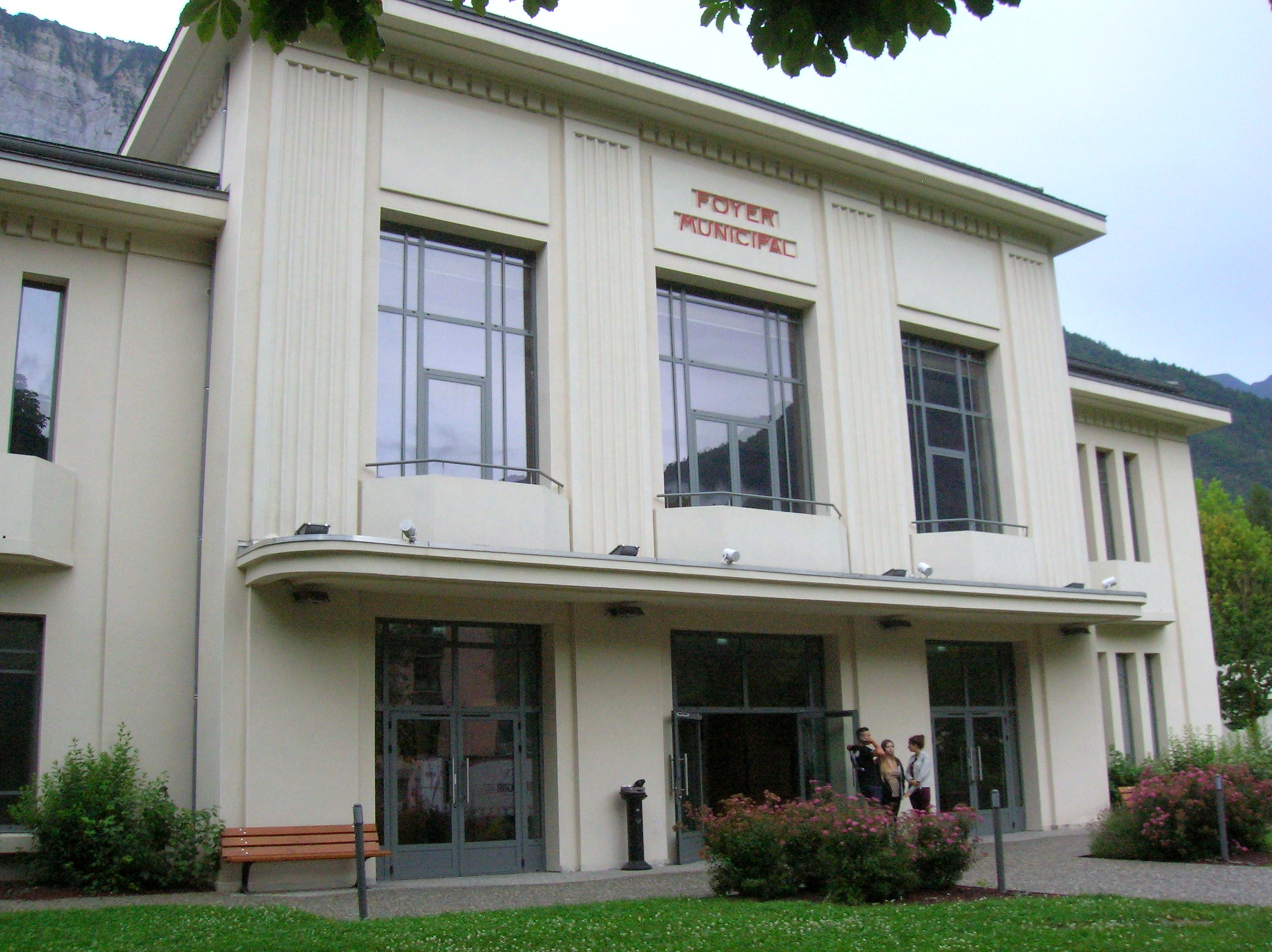
Façade principale du bâtiment du Foyer municipal
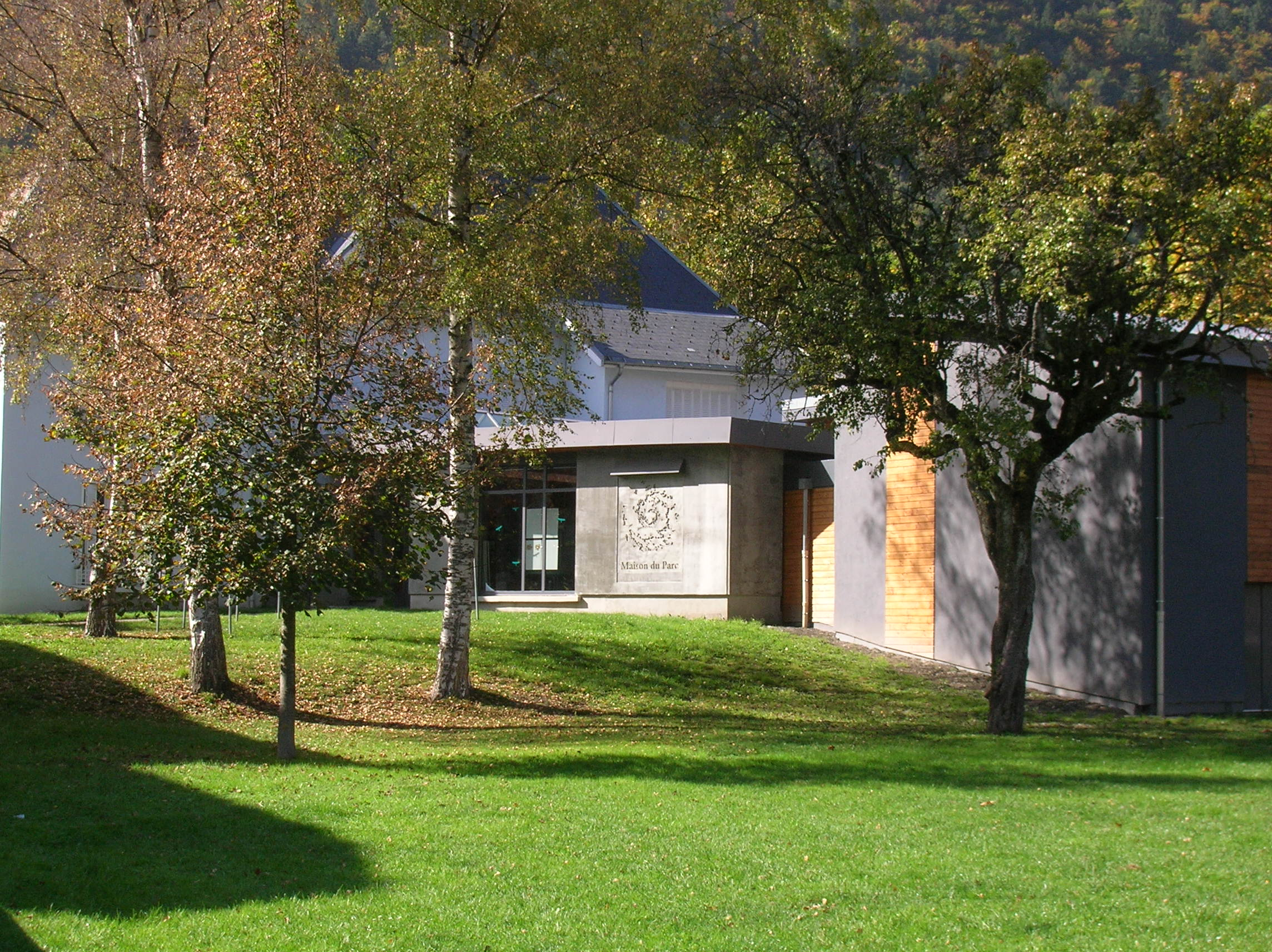
Entrée de la Maison du parc national des Écrins

### Culture et patrimoine culturel

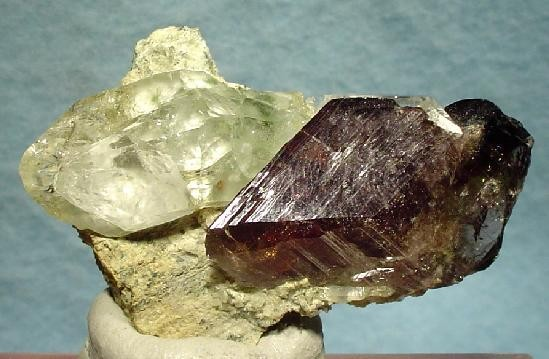
Cristaux d'axinite-(Fe) et quartz du Bourg-d'Oisans.

La commune comporte un Musée des minéraux et de la faune des Alpes, muni d'importantes collections de minéraux, fossiles et animaux de la région de l'Oisans. Elle compte aussi notamment un Office de tourisme, un Foyer municipal, une médiathèque, un cinéma, une école de musique et un gymnase.
Une Maison du parc national des Écrins est installée au Bourg-d'Oisans.

### Patrimoine naturel

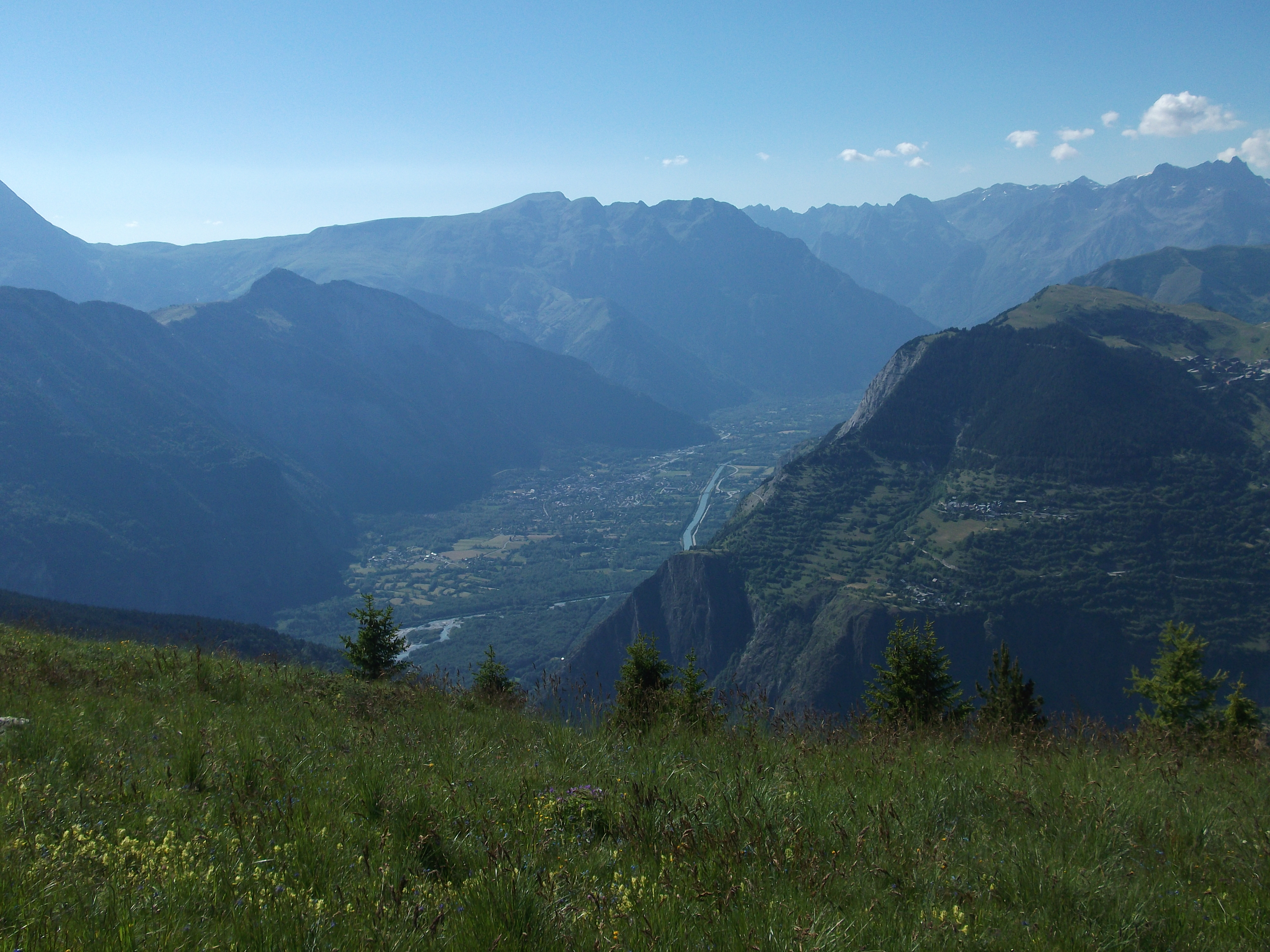
Vue d'une partie de la vallée où se trouve Le Bourg-d'Oisans et des montagnes environnantes (2015).

Situé dans un espace montagnard, Le Bourg-d'Oisans se compose principalement d'une vaste plaine, autrefois occupée en grande partie par un lac, encadrée de montagnes.
La commune fait partie du parc national des Écrins ; elle accueille une Maison du parc.

Elle comporte par ailleurs plusieurs zones naturelles d'intérêt écologique, faunistique et floristique (ZNIEFF), des zones humides et des espaces du réseau Natura 2000.

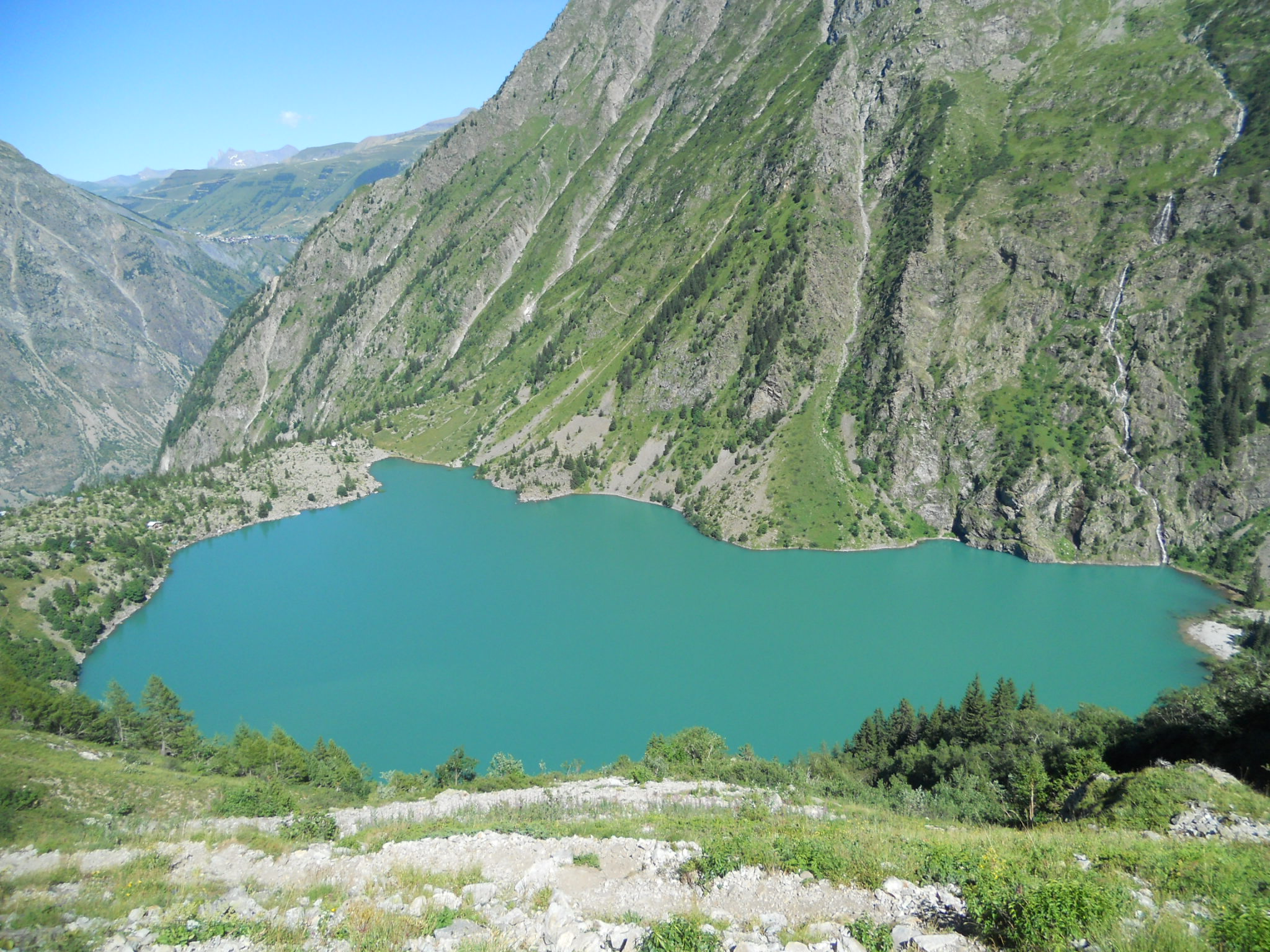
Le Lauvitel.

La commune comporte sur son territoire le Lauvitel et sa réserve intégrale : unique en France, cette réserve établie sur la commune du Bourg-d’Oisans et créée en 1995, est un espace soustrait à l’activité humaine quotidienne. cette « super » réserve naturelle sert à étudier la nature en dehors des interventions directes de l’homme. Seuls des travaux scientifiques s’y déroulent. L'objectif est qu'elle soit un territoire de référence comparable à des milieux semblables supportant des activités pastorales, forestières ou touristiques.
Plusieurs autres espaces naturels remarquables de la commune sont, par exemple : l'espace naturel sensible du marais de Vieille Morte, les sources de la Rive, le lac Bleu et le lac Fourchu.

### Personnalités liées à la commune

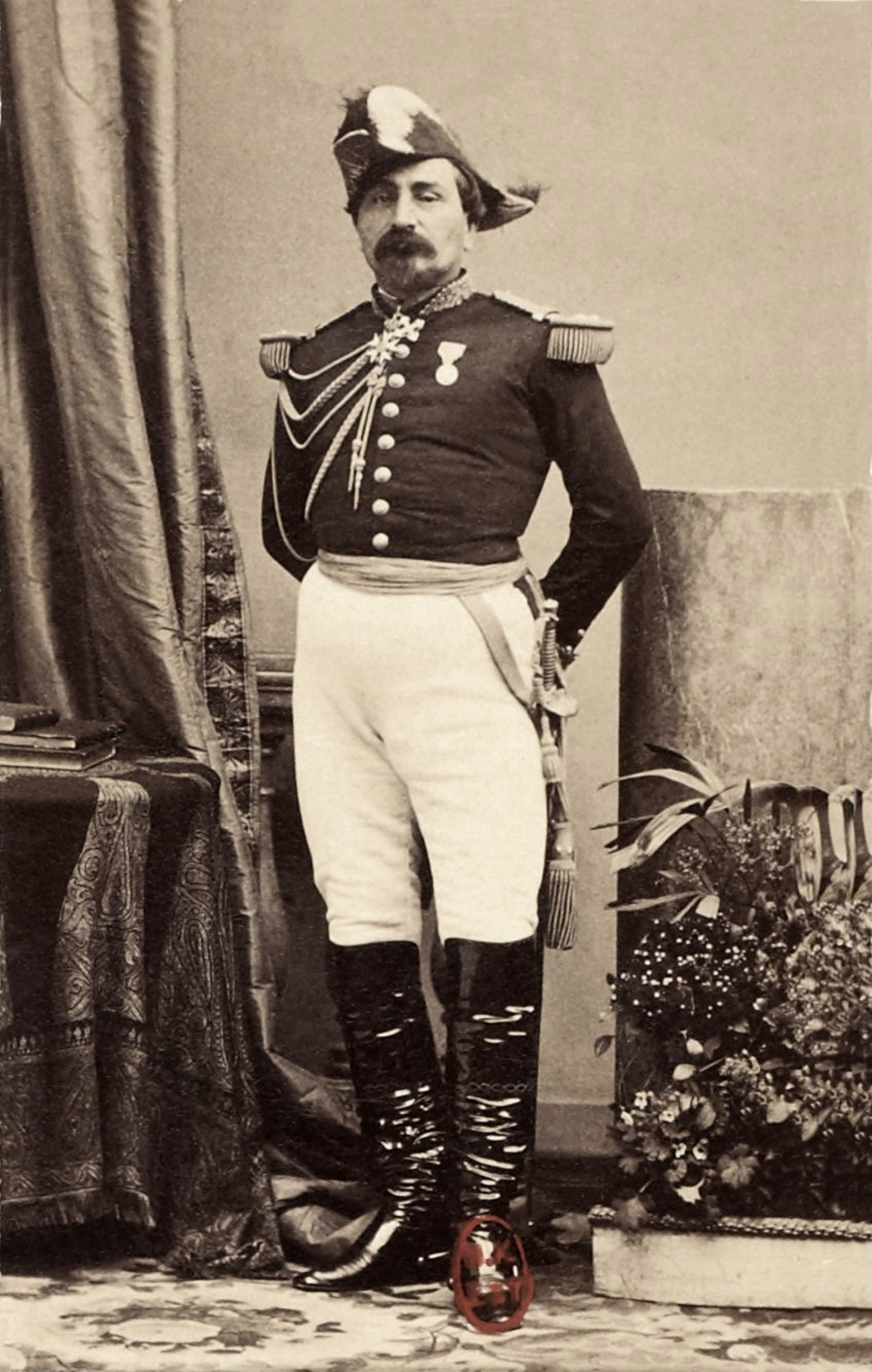
le général Henri Jules Bataille.

- Camille Teisseire (1764-1842), négociant, député de l'Isère, y créa en 1817 la première école mutuelle du département[68],[69].
- Général Henri Jules Bataille, (11/09/1816 au Bourg-d'Oisans -08/01/1882).
- Étienne-Félix Berlioux (1828-1910), géographe.
- Jules Girard (1847-1919), professeur à l’école de médecine de Grenoble et chirurgien en chef de l’hôpital de Grenoble ; il a aussi été conseiller municipal à Grenoble, puis maire au Bourg-d'Oisans.
- Fabienne Serrat : (05/07/1956 au Bourg-d’Oisans) sportive, membre de l’équipe de France de ski depuis 1970, slalomeuse, a été deux fois médaillée d’or en 1974 à Saint-Moritz (championnats du monde de ski alpin) en slalom géant et en combiné.
- Isabelle Blanc : snowboardeuse professionnelle, connue notamment pour son titre de championne olympique aux jeux de Salt Lake City en 2002.
- Michel Canac, (1956-2019) skieur alpin, y est né.

### Héraldique, logotype et devise
| Blason de Le Bourg-d'Oisans | Blason  | D'or au dauphin d'argent à la barre de gueules brochant sur le tout. |
| Blason de Le Bourg-d'Oisans | Détails | Le statut officiel du blason reste à déterminer.                     |